# Jeździec (karta)

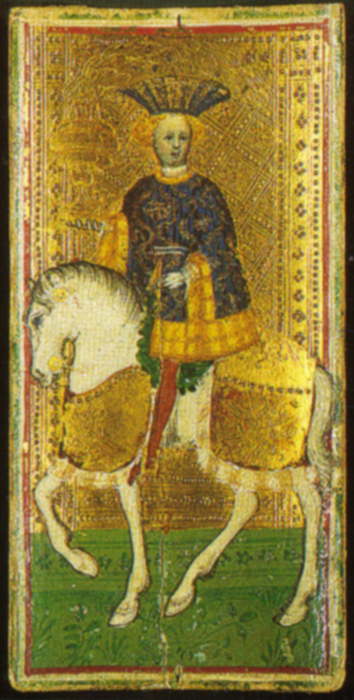
Jeździec

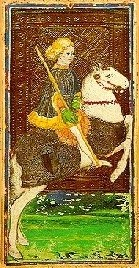
Jeździec

Jeździec (z franc. chevalier = rycerz) – figura w  kartach włoskich oraz w talii tarota. W kartach włoskich jest odpowiednikiem damy ze standardowej talii. W talii tarota jest to karta umiejscowiona między waletem, a damą. Na karcie znajduje się wizerunek młodego mężczyzny na koniu w szatach średniowiecznego rycerza.
Talia do gry w tarota zawiera 4 jeźdźce, po jednym w każdym kolorze (trefl, karo, kier i pik).

## Oznaczenie jeźdźców
Jeździec w języku angielskim to Knight (rycerz), dlatego karta w tym języku oznaczona jest literami Kn. Jej odpowiedniki w innych taliach to:
- w wersji francuskiej – C (Chevalier)
- w wersji niemieckiej – R (Reiter)
- w wersji polskiej – J

## Wygląd jeźdźców

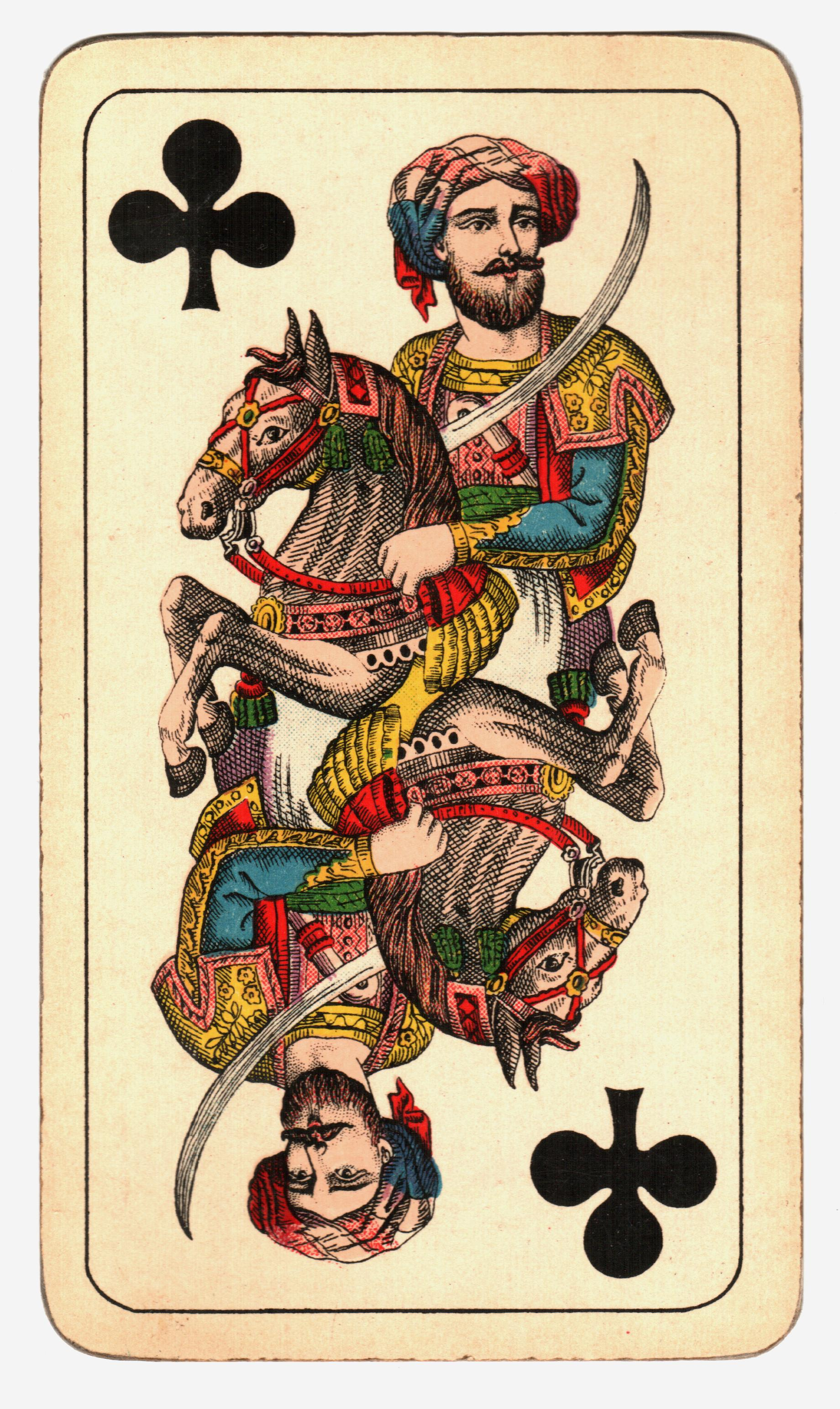
jeździec trefl
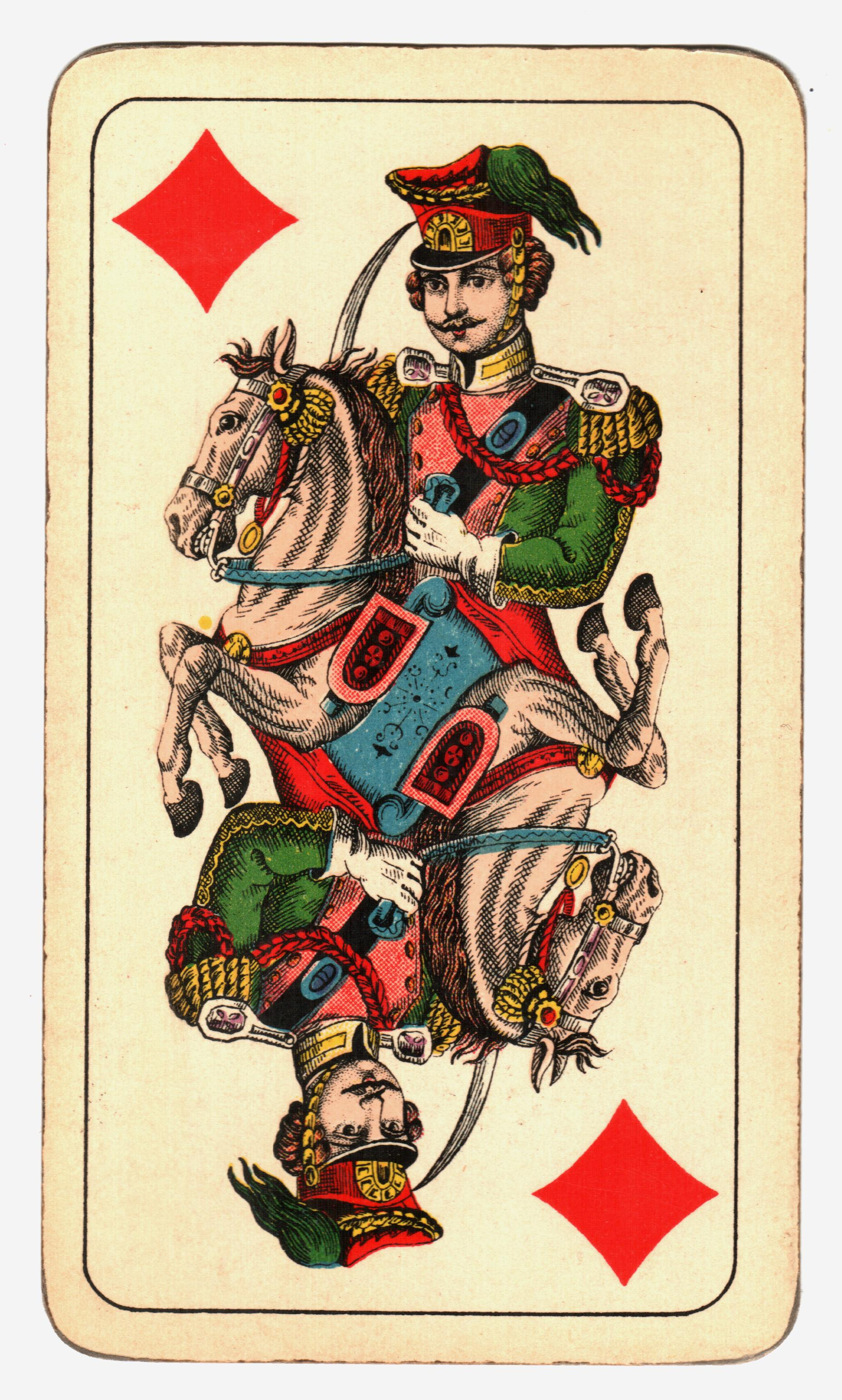
jeździec karo
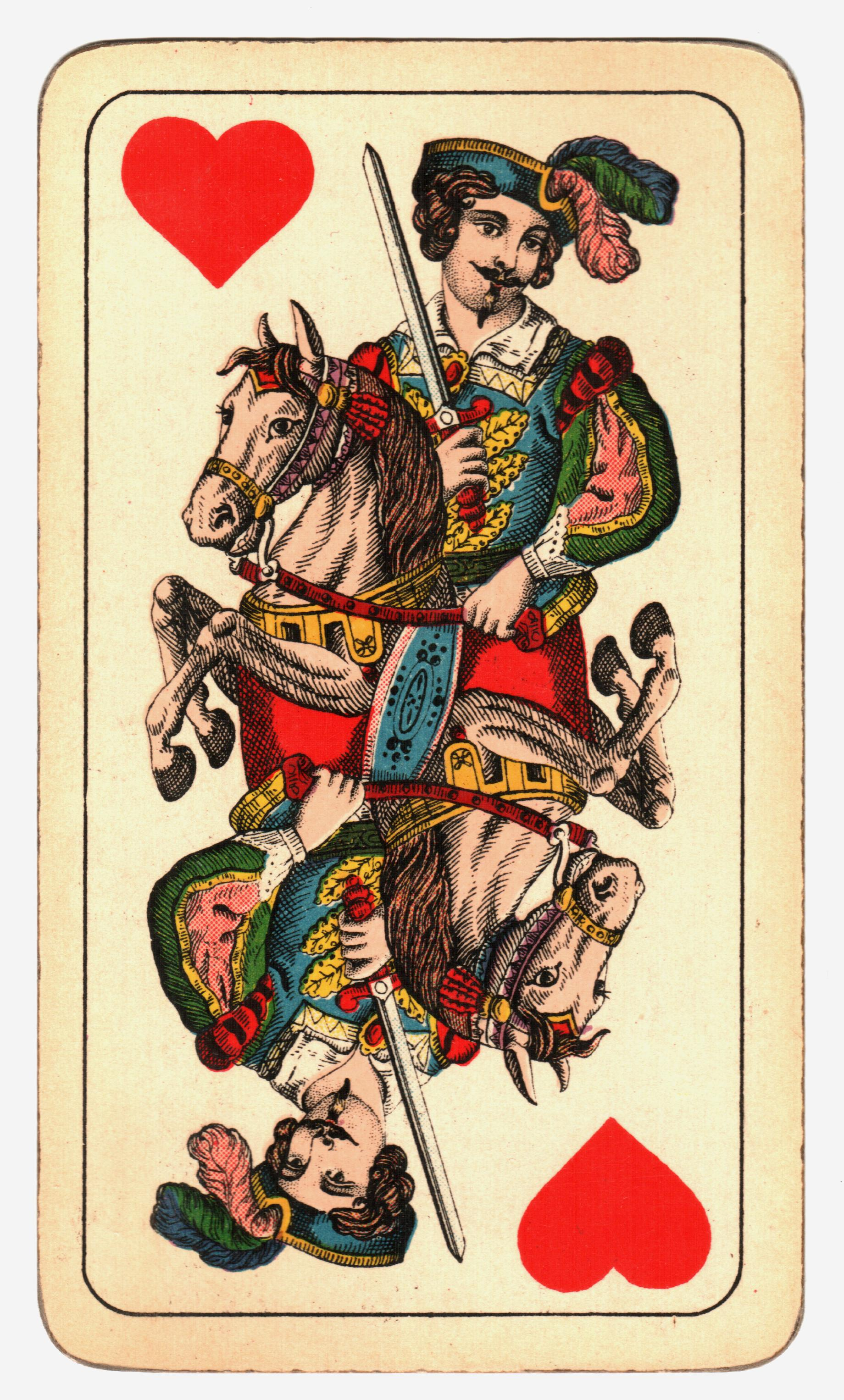
jeździec kier
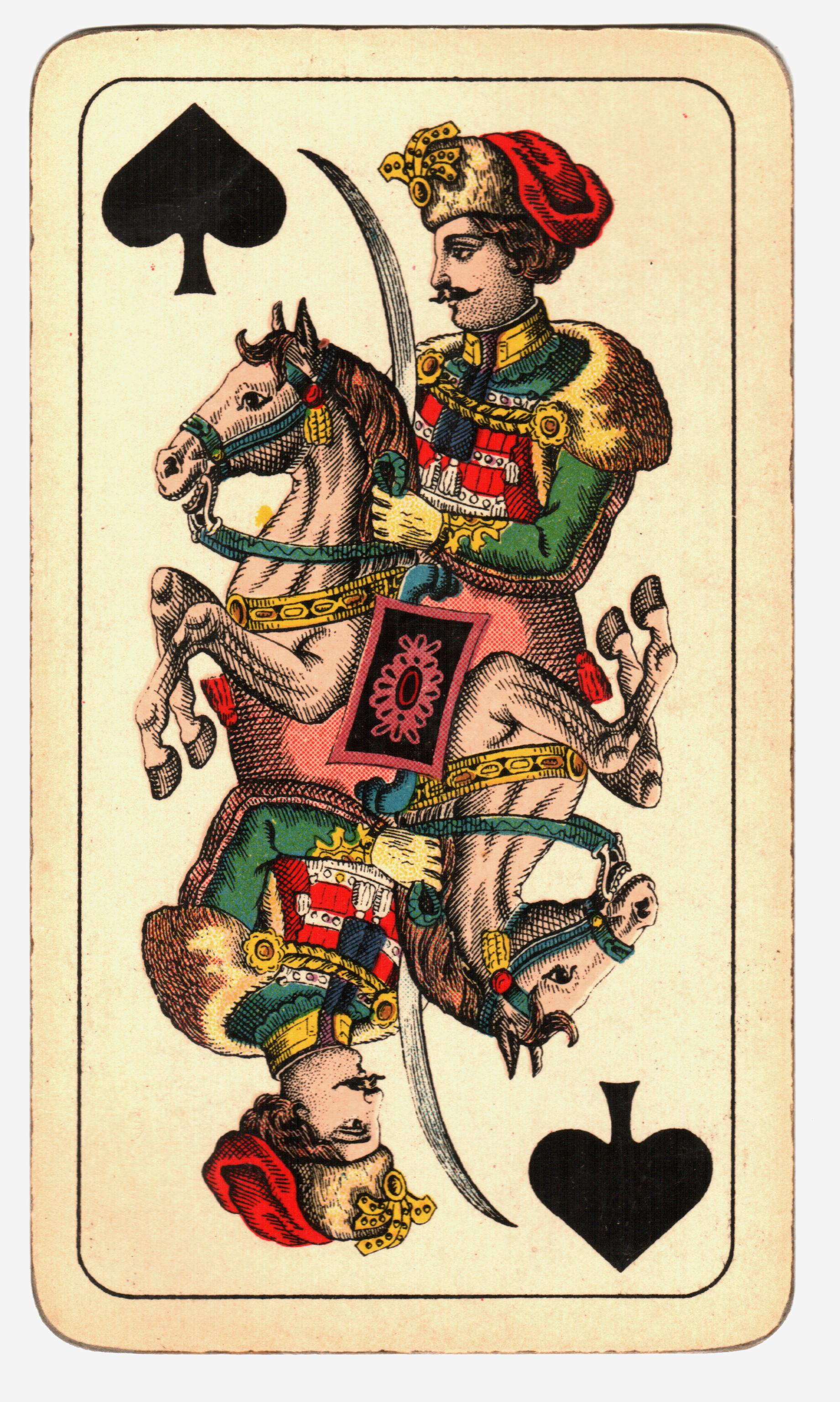
jeździec pik

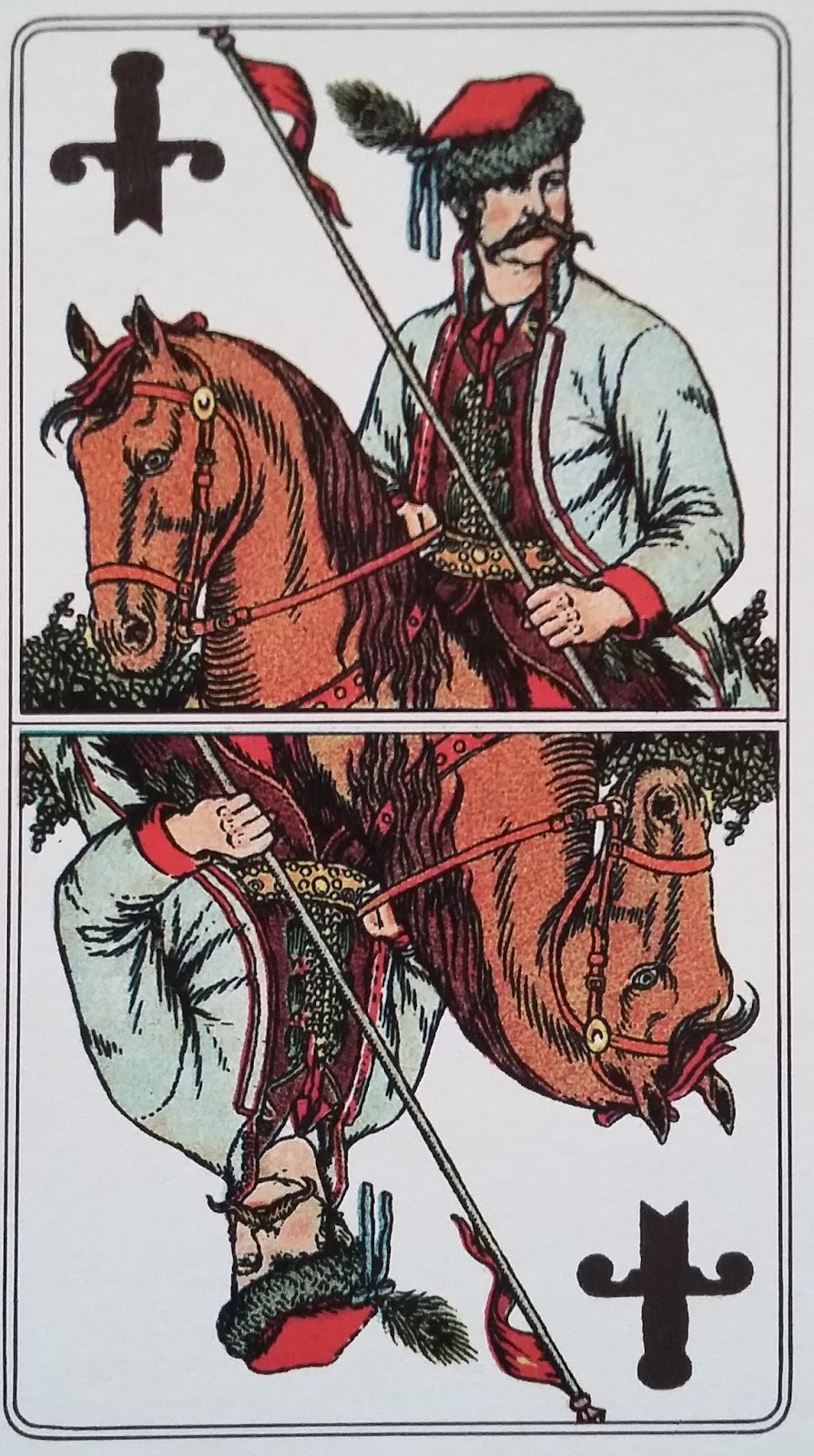
jeździec trefl
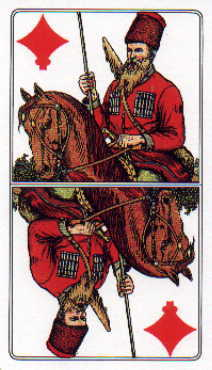
jeździec karo
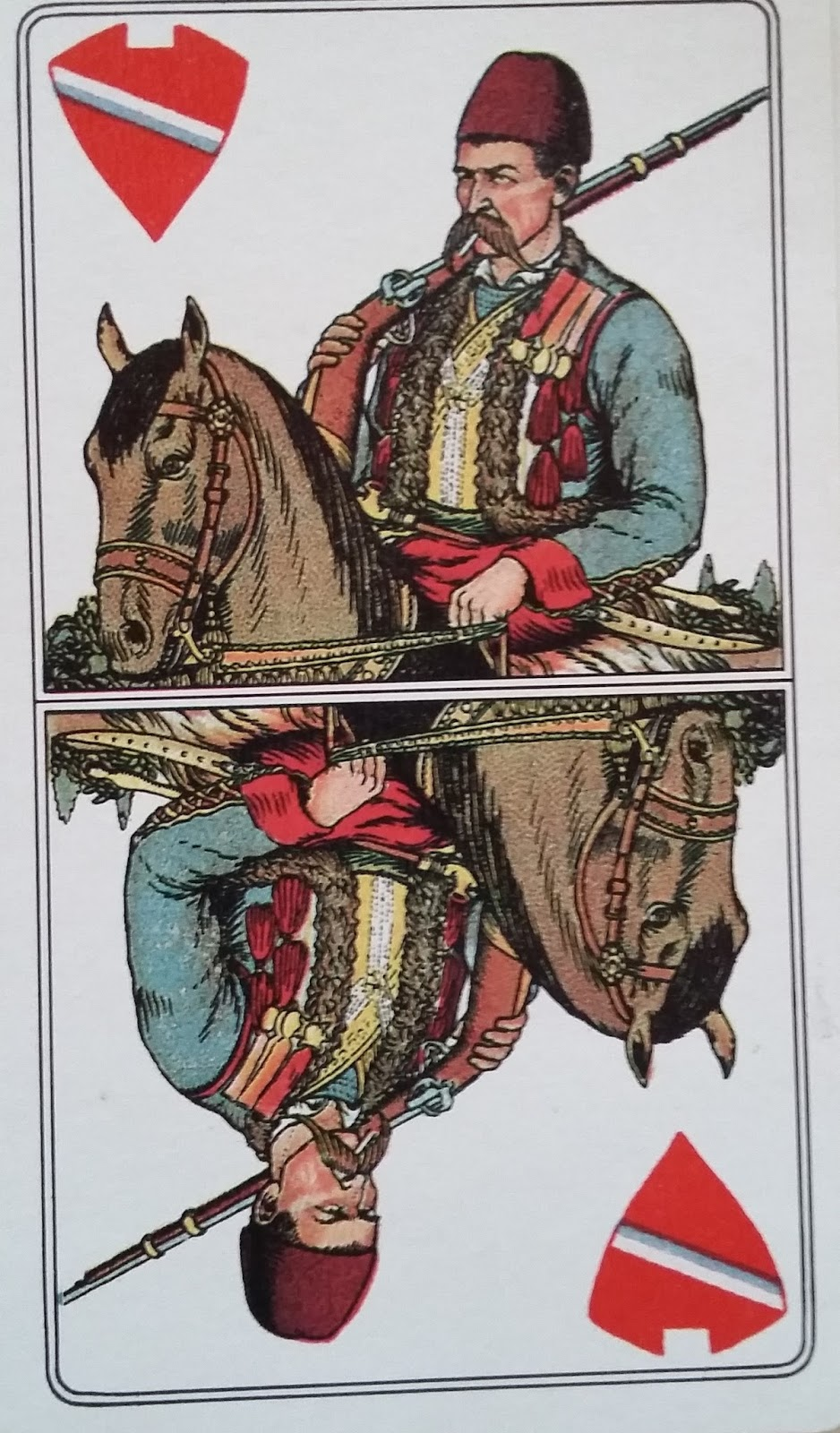
jeździec kier
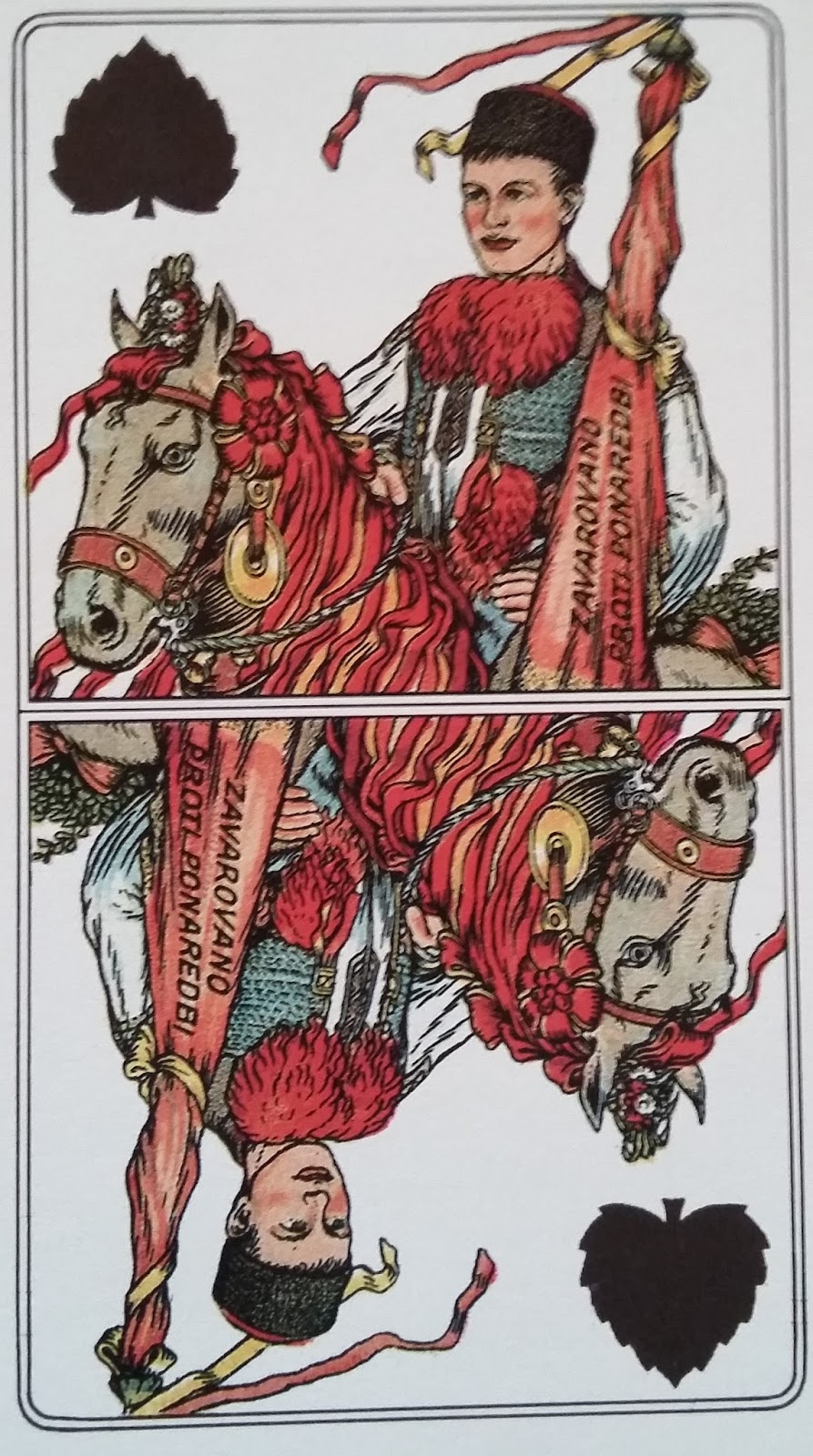
jeździec pik

- z talii francuskiej (dwugłowej) o oznaczenie literowe Kn (Knight):

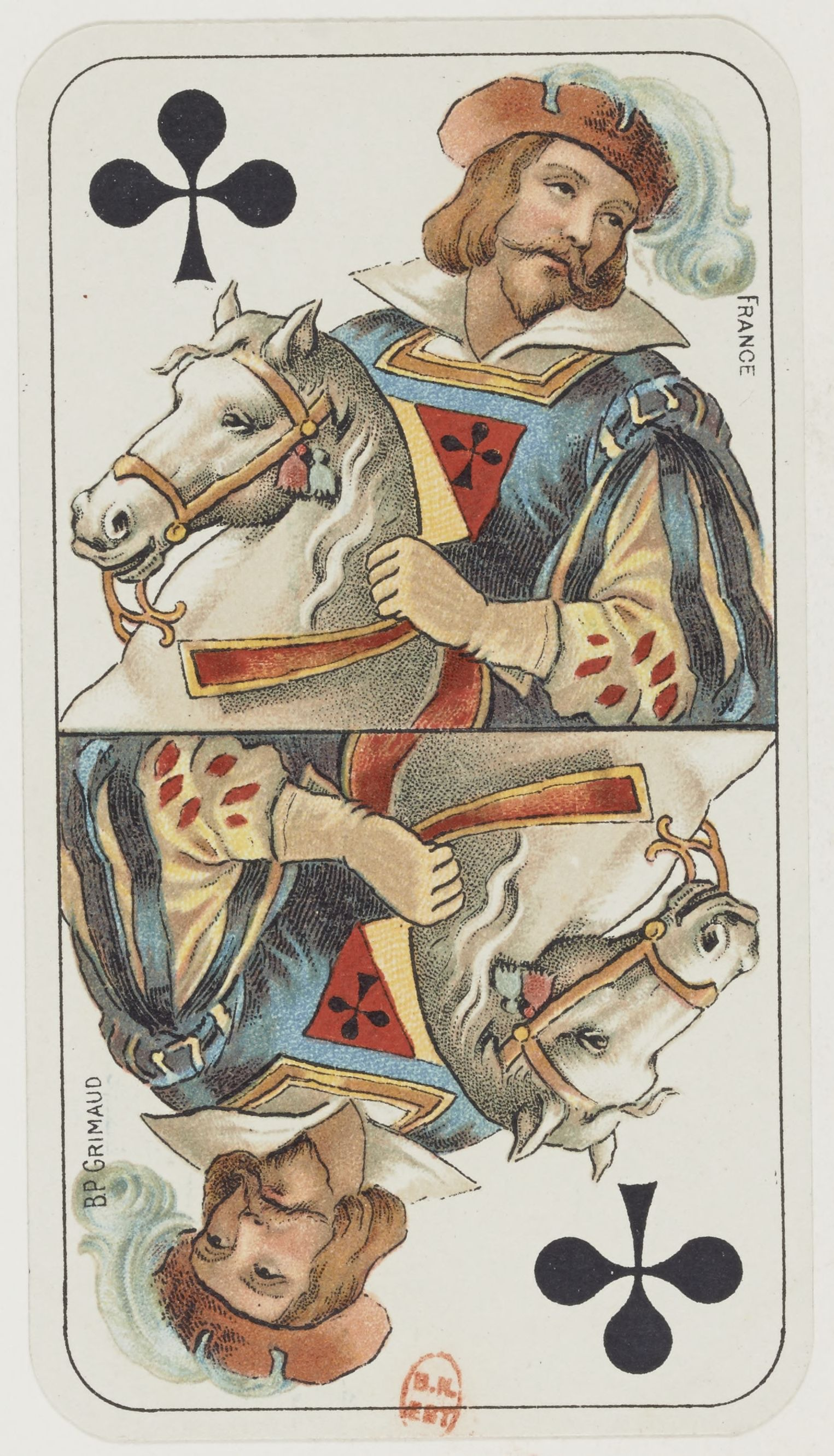
jeździec trefl
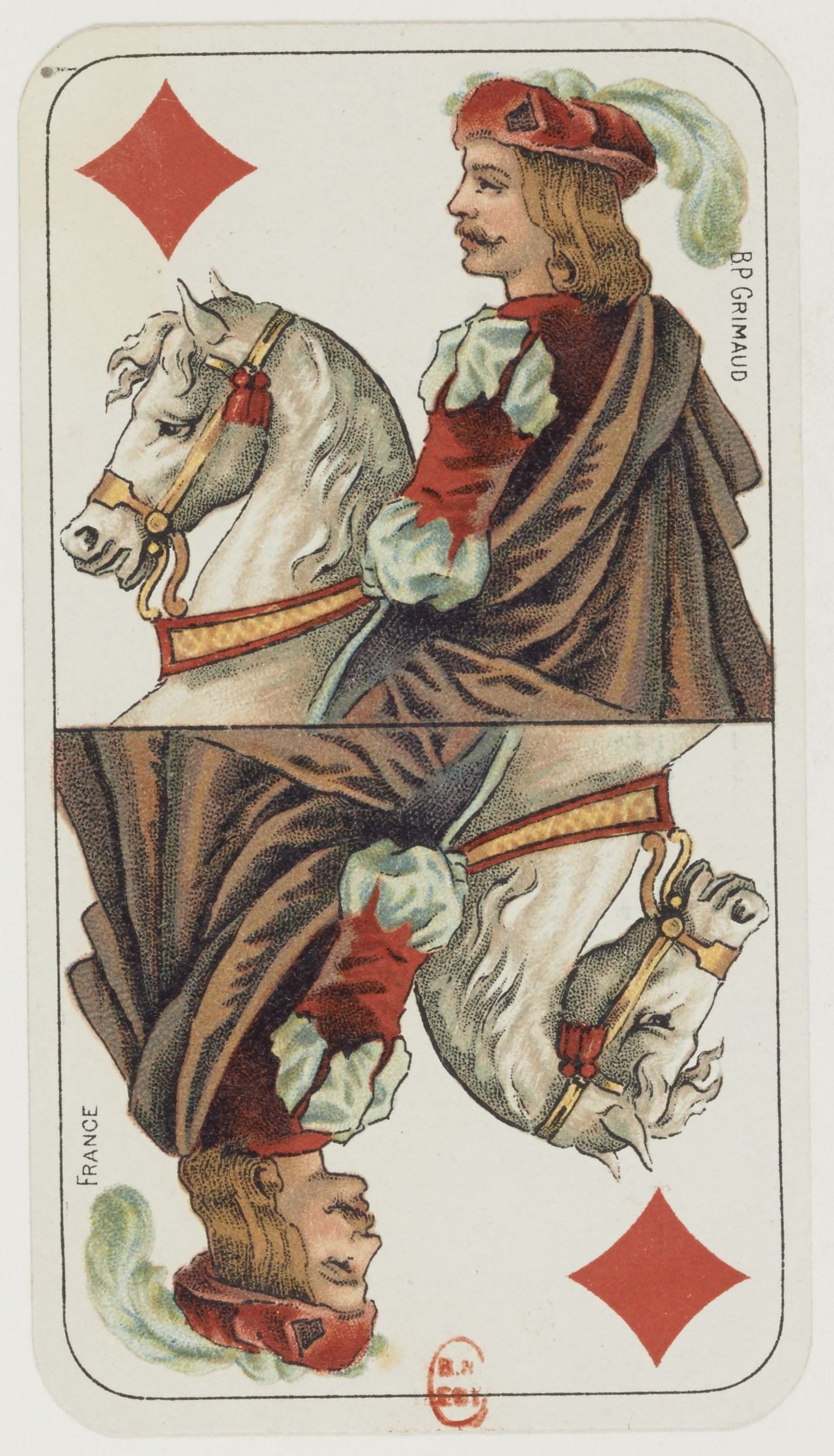
jeździec karo
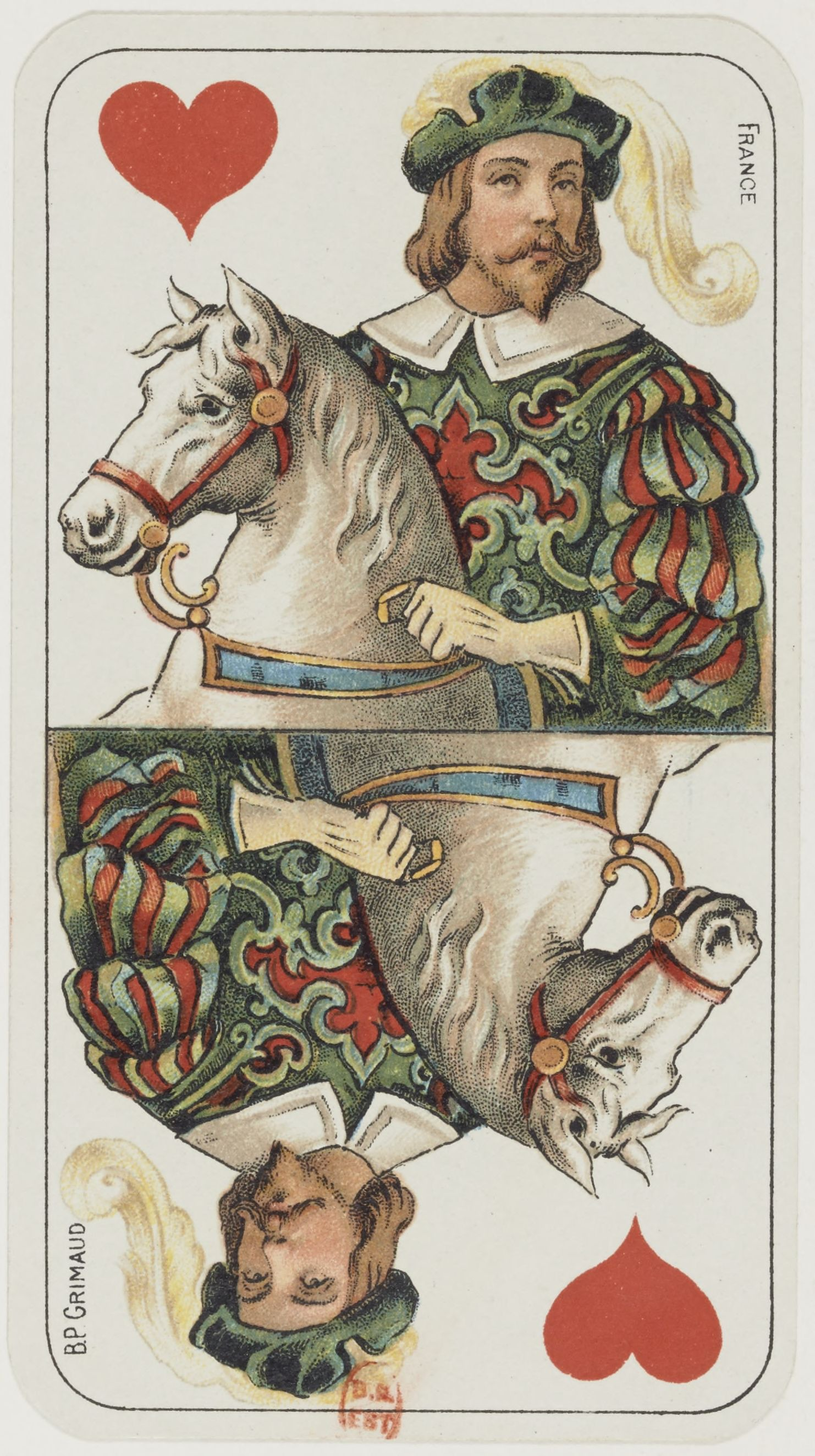
jeździec kier
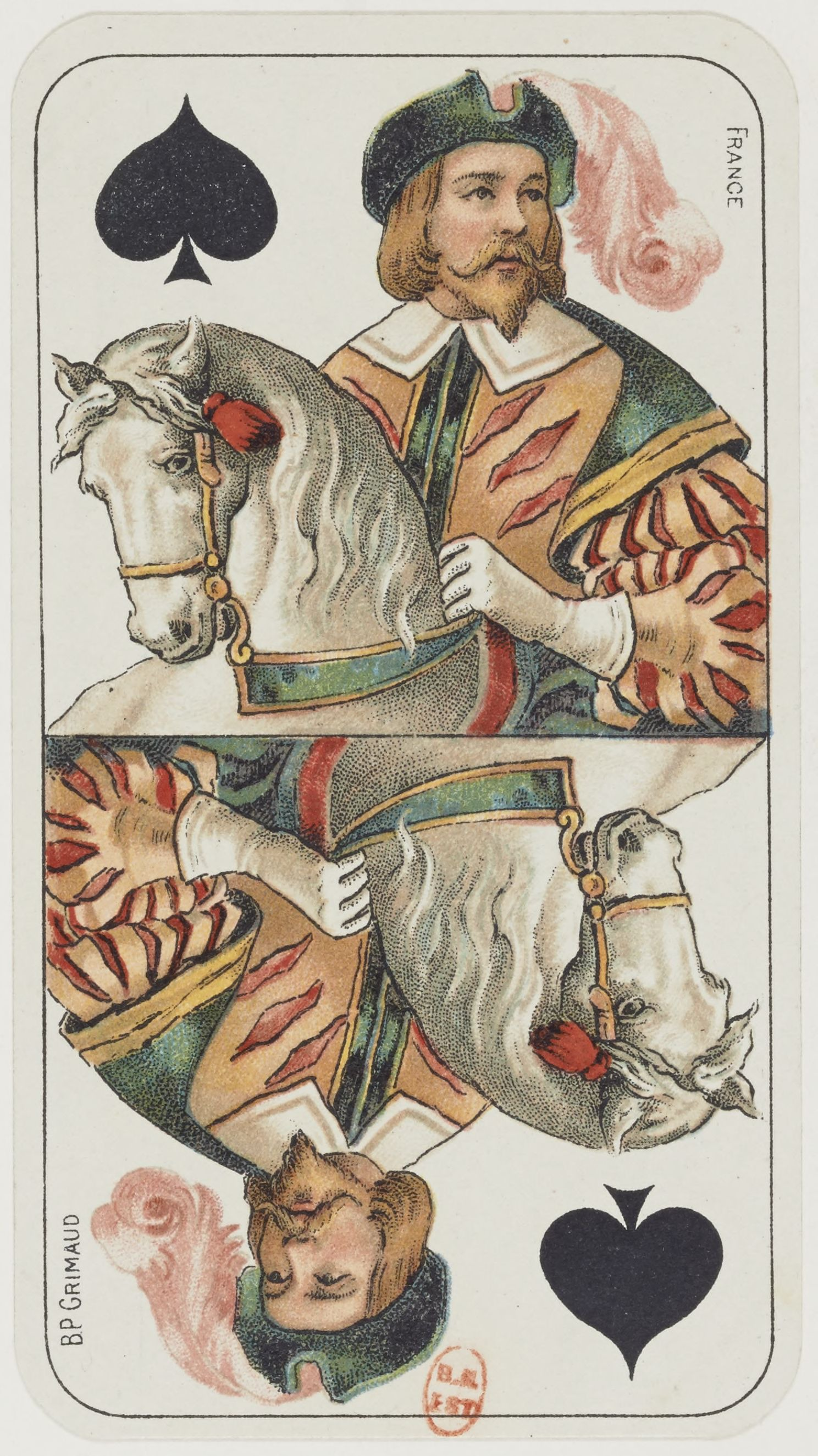
jeździec pik

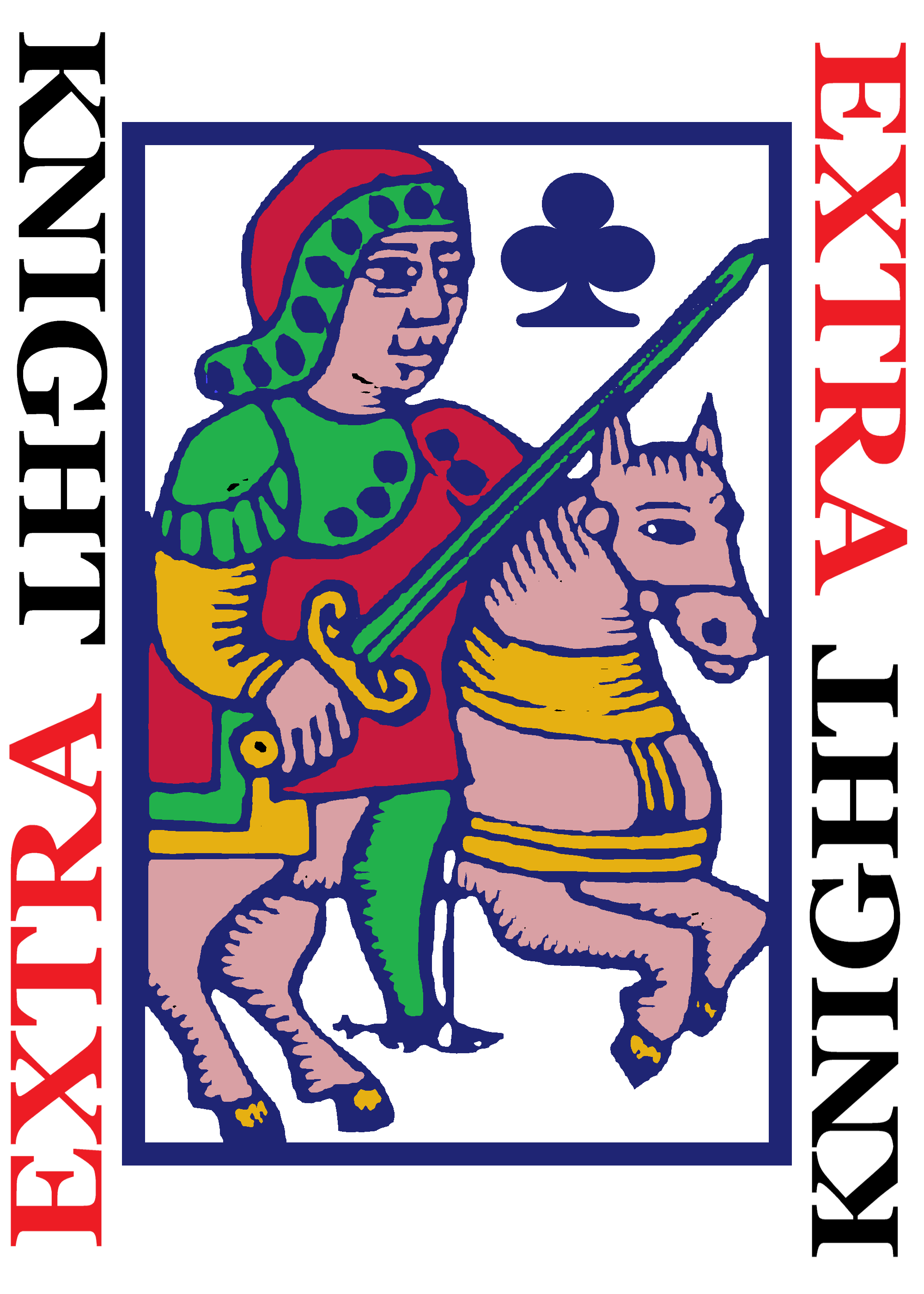
jeździec trefl
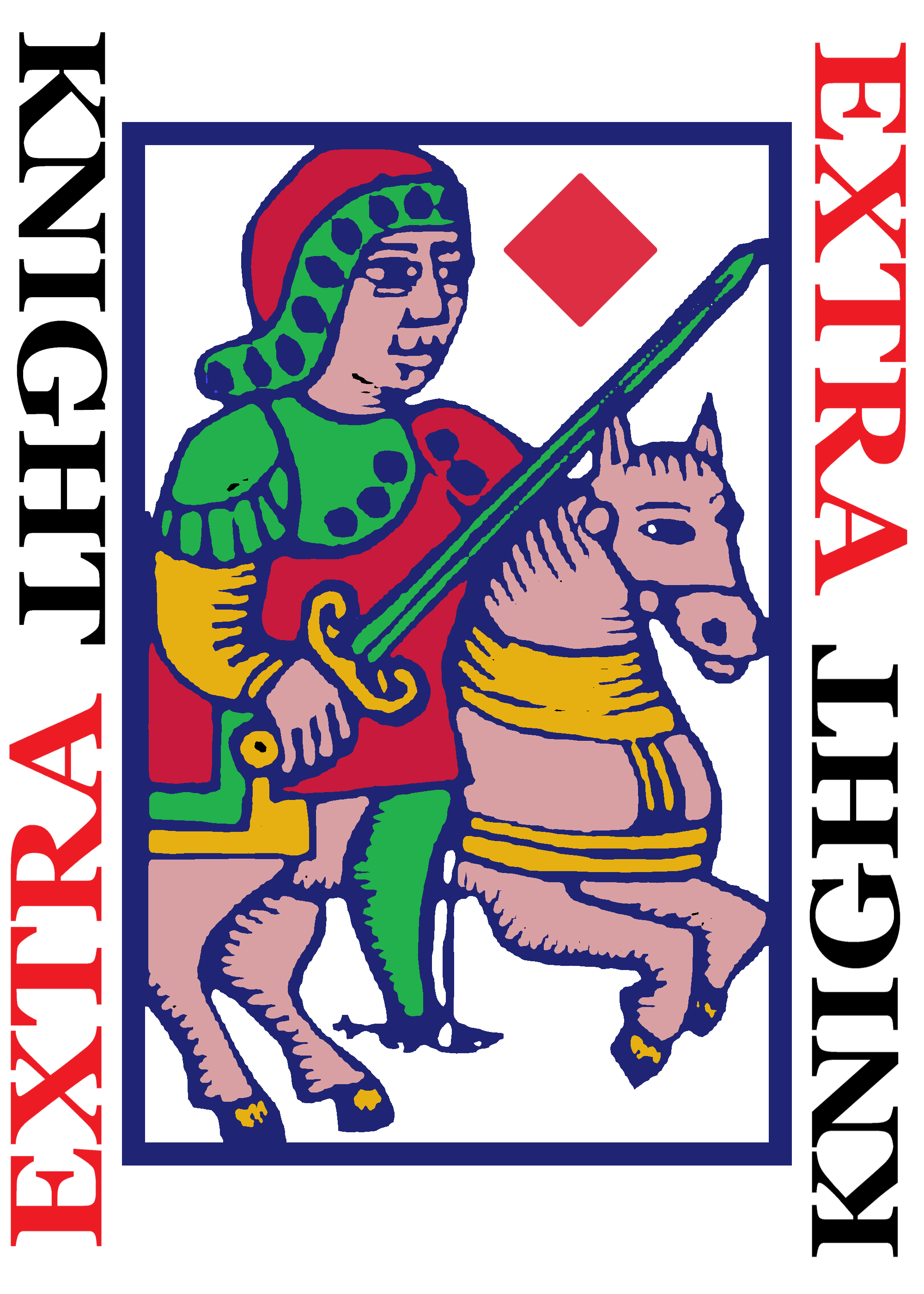
jeździec karo
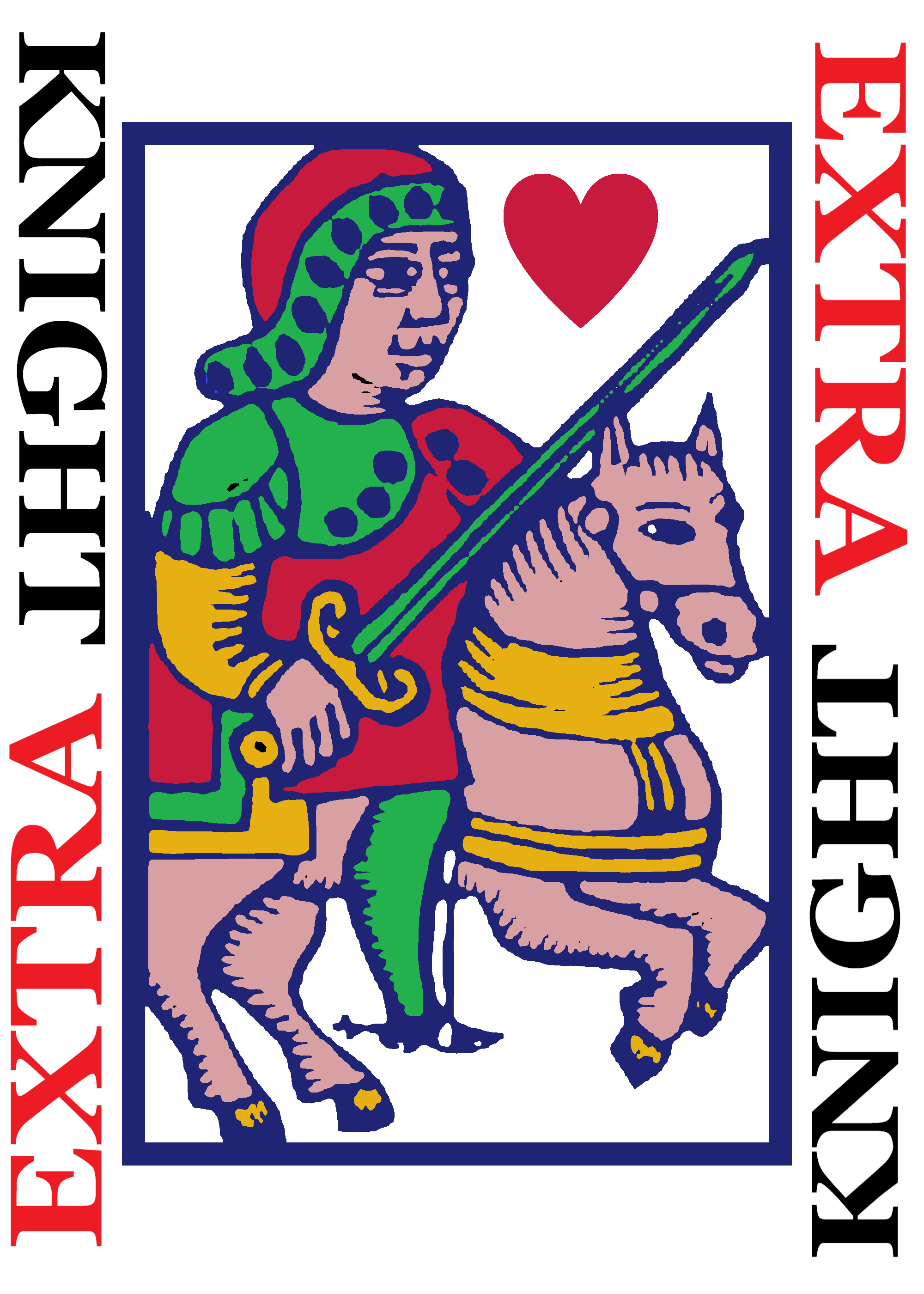
jeździec kier
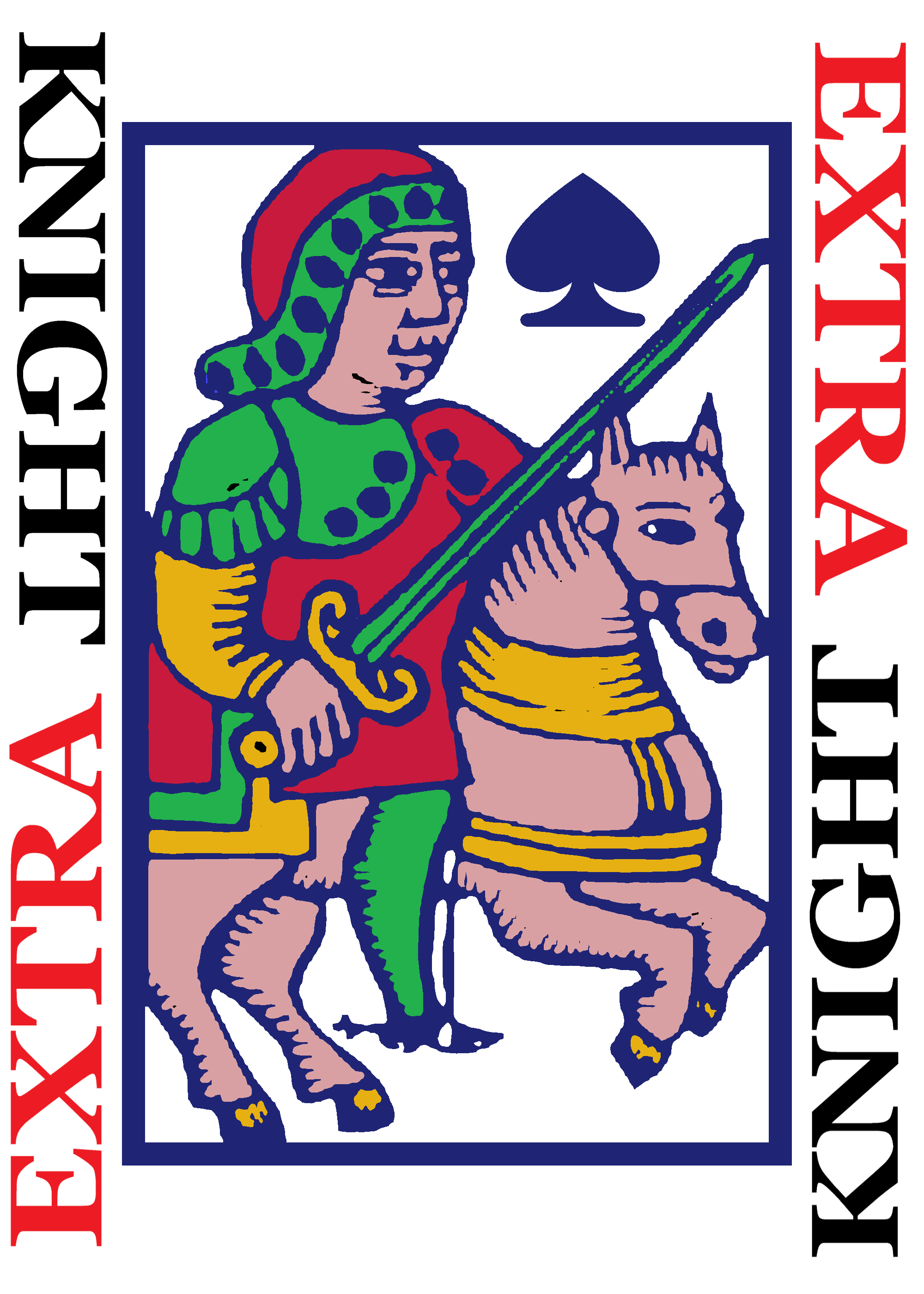
jeździec pik

- z talii francuskiej (dwugłowej) oznaczenie literowe C (Chevalier):

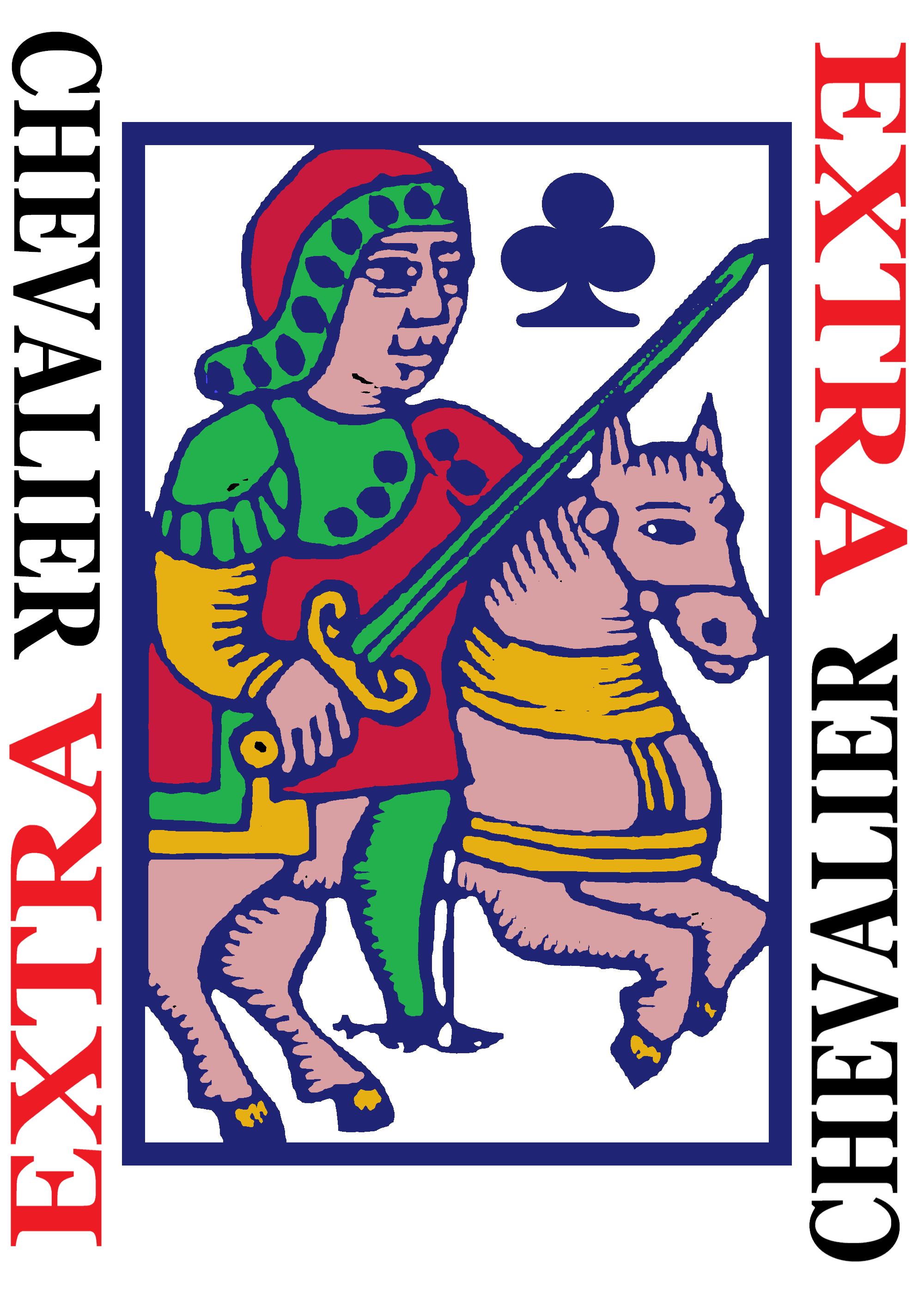
jeździec trefl
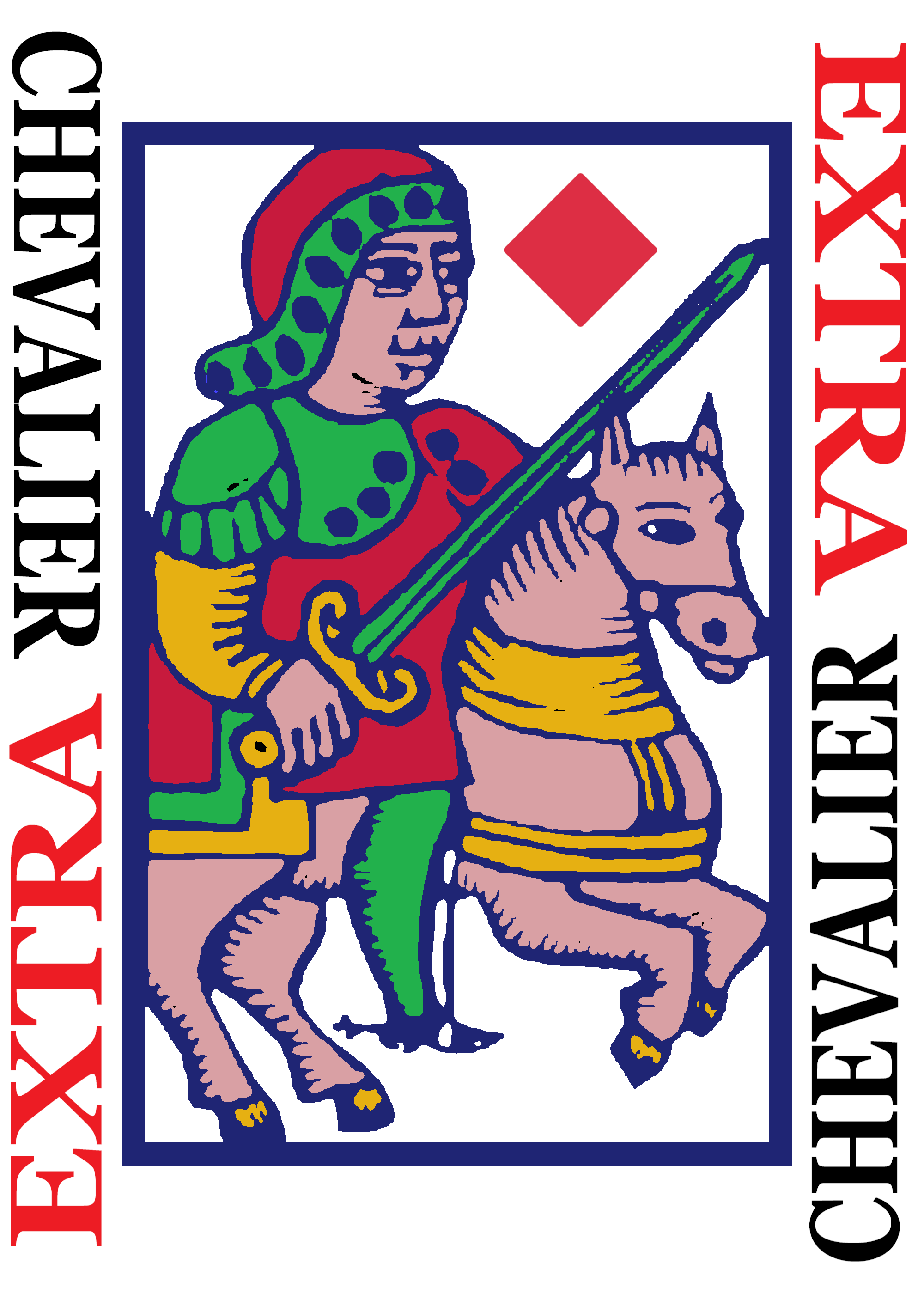
jeździec karo
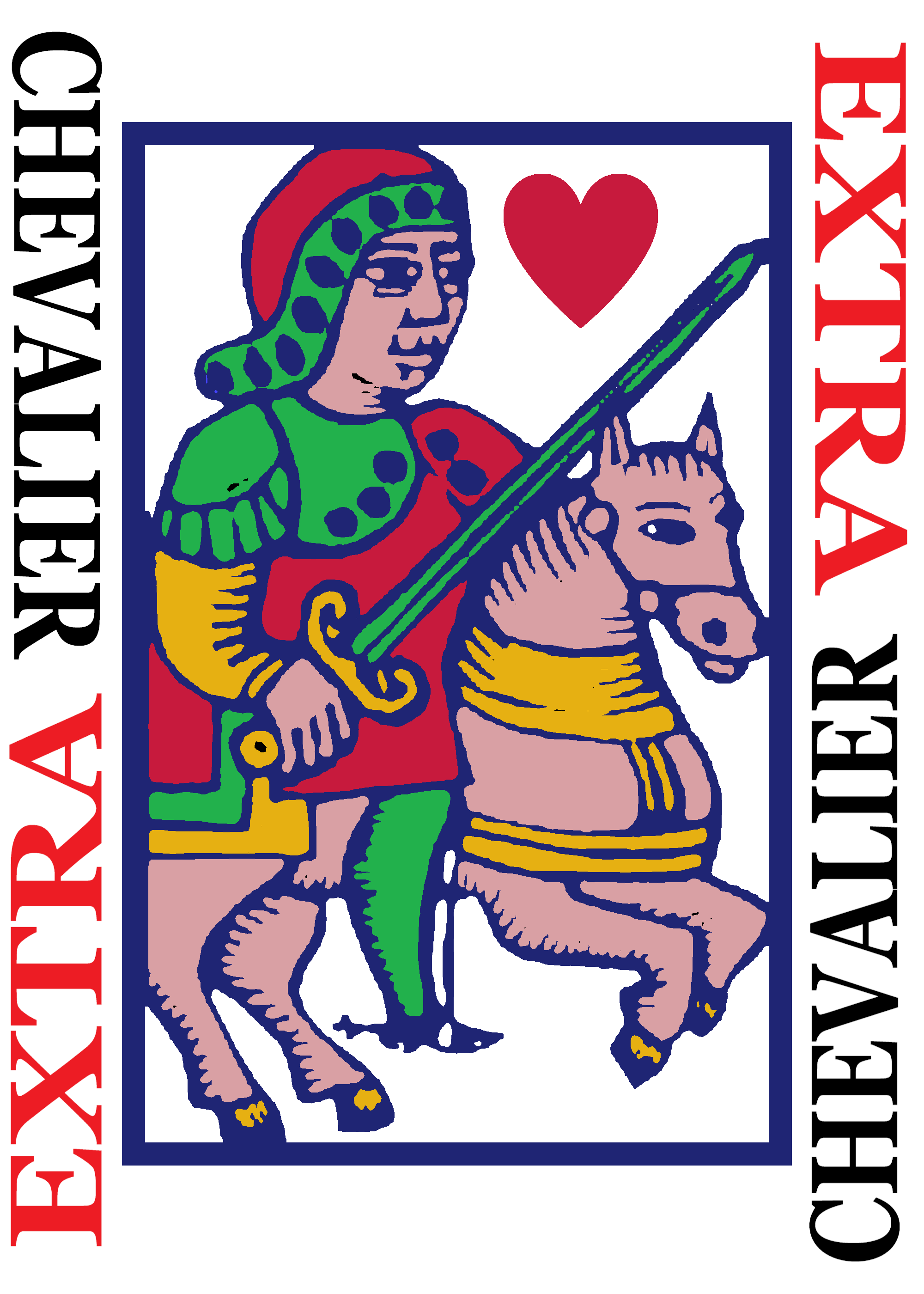
jeździec kier
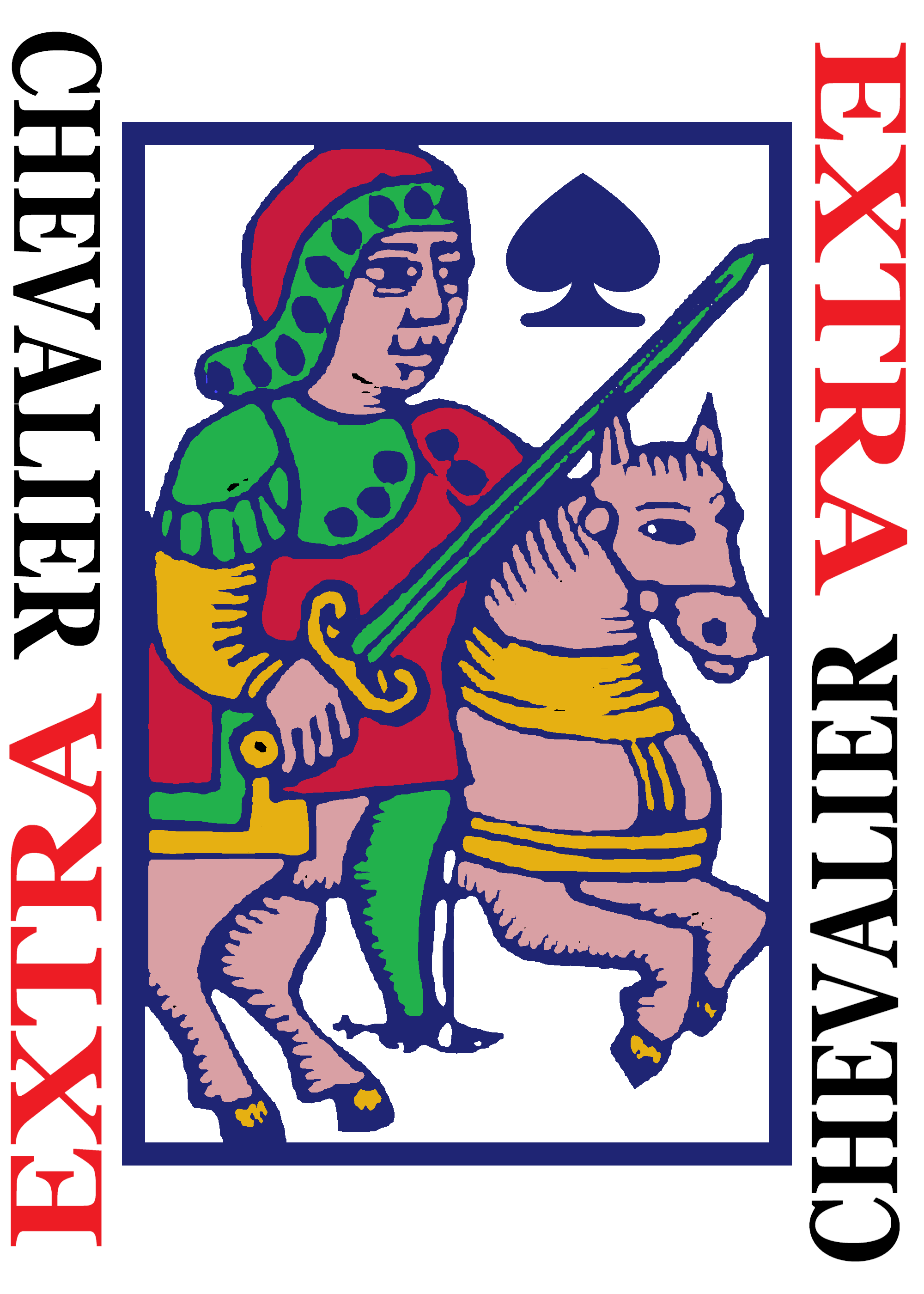
jeździec pik

- z tarota francuskiego

- jeździec trefl
- jeździec karo
- jeździec kier
- jeździec pik

- z talii "Industrie und Glück"

- jeździec trefl
- jeździec karo
- jeździec kier
- jeździec pik

- z talii "Smrekarjev tarok"

- jeździec trefl
- jeździec karo
- jeździec kier
- jeździec pik

Wzór wirtemberski - stary rysunek

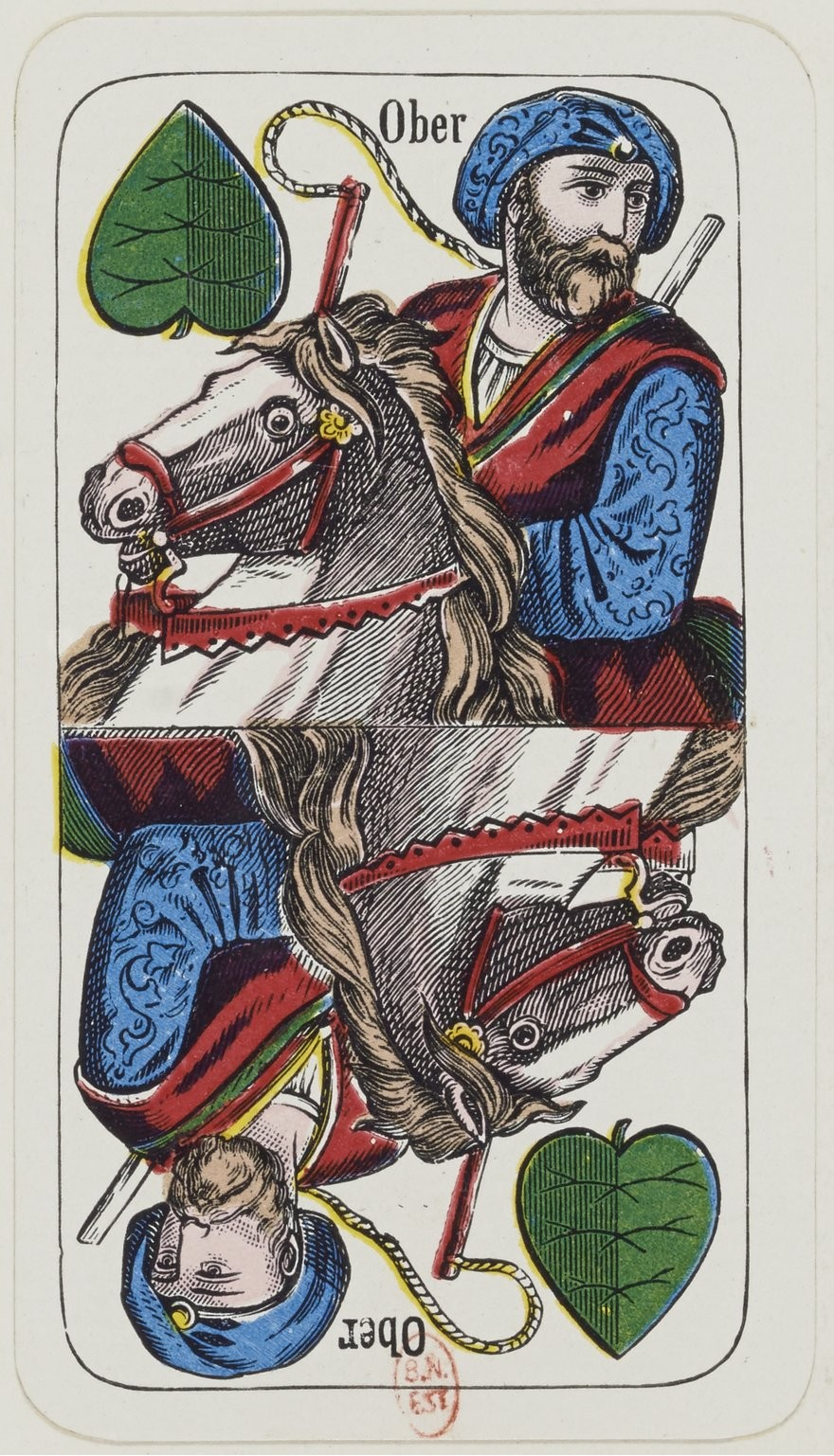
Wyżnik Winny
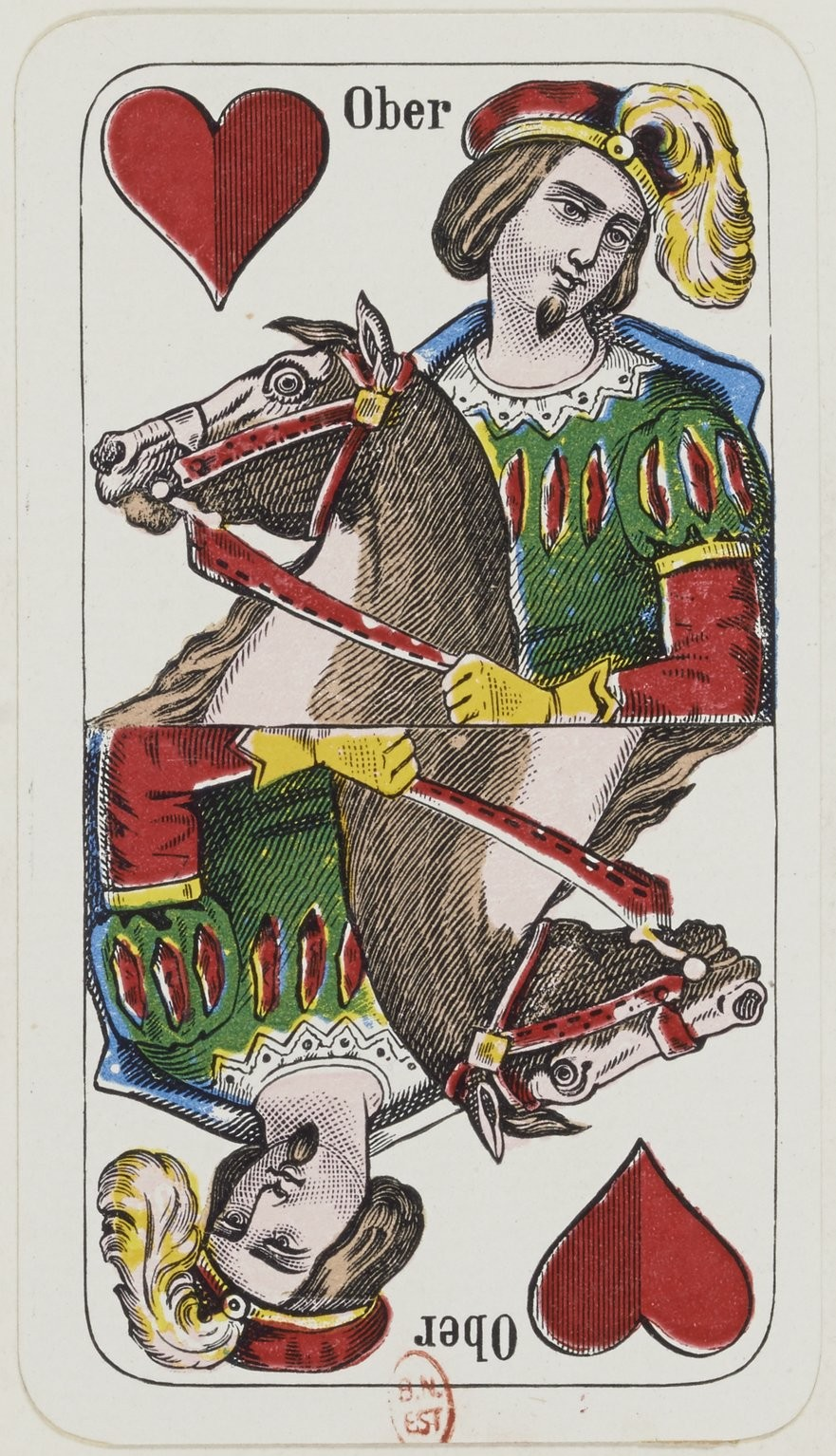
Wyżnik Czerwienny
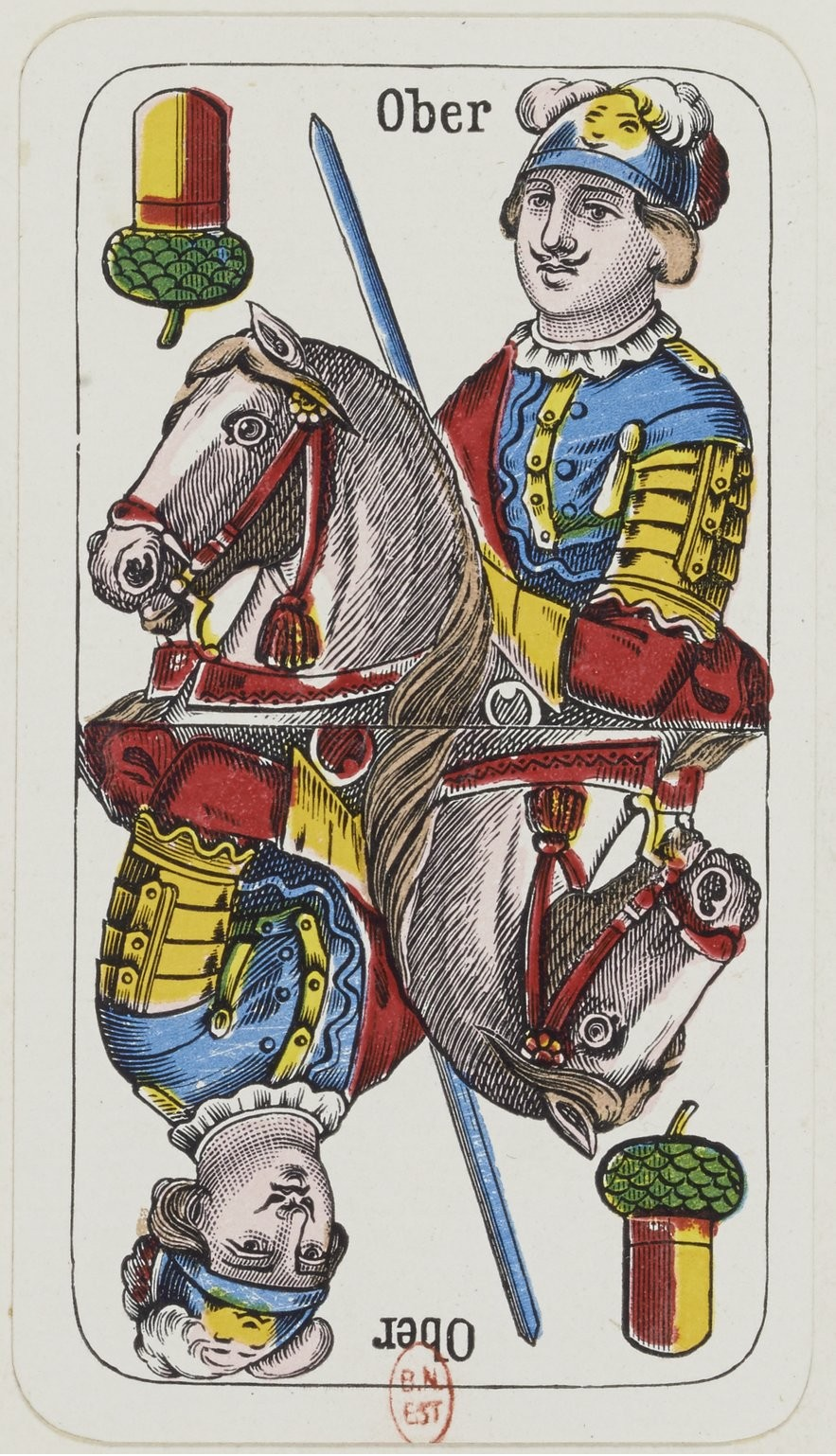
Wyżnik Żołędny
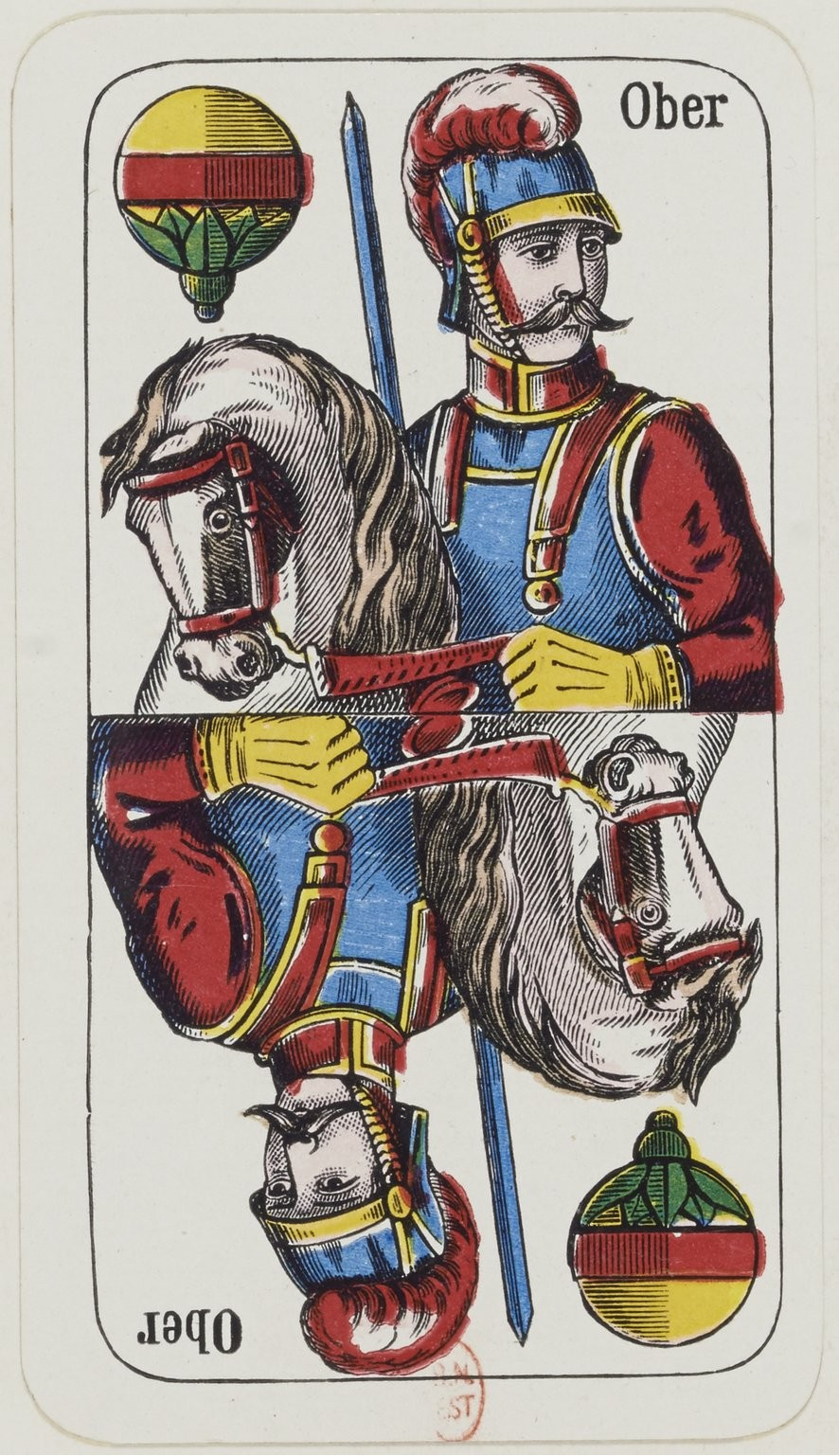
Wyżnik Dzwonkowy

Wzór wirtemberski - nowy rysunek

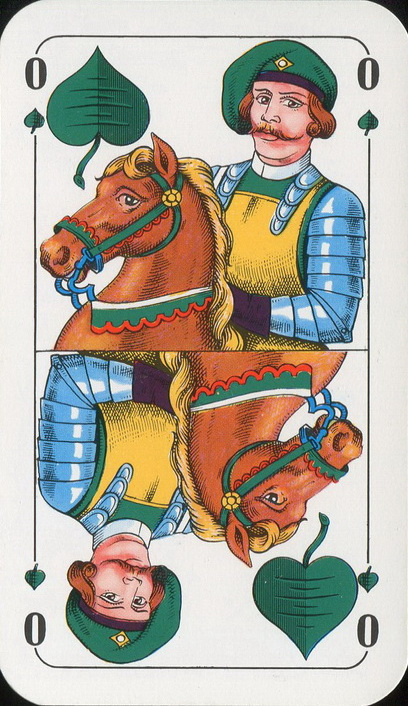
Wyżnik Winny
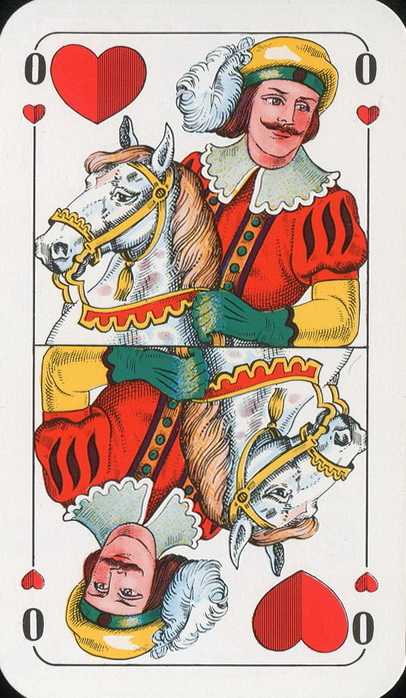
Wyżnik Czerwienny
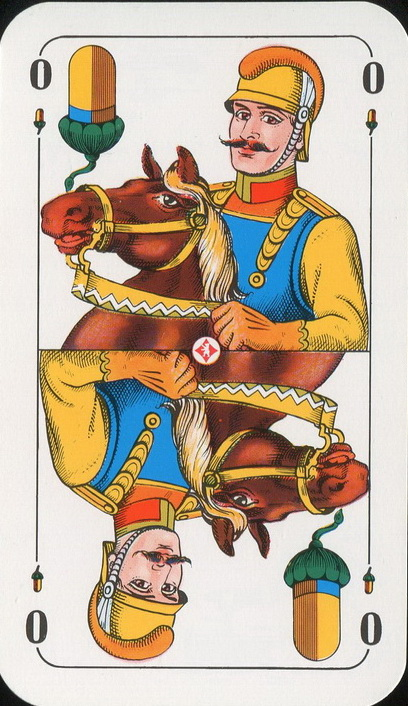
Wyżnik Żołędny
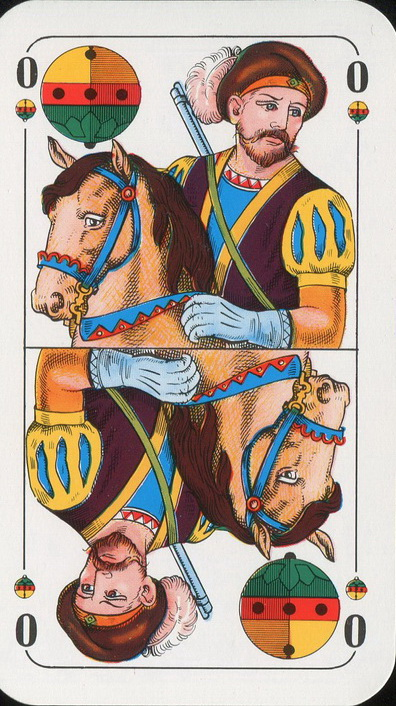
Wyżnik Dzwonkowy

- ze wzoru Bergamo

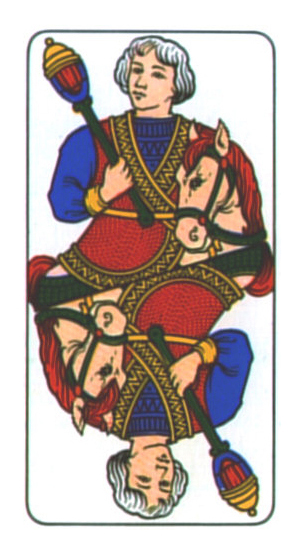
jeździec maczug
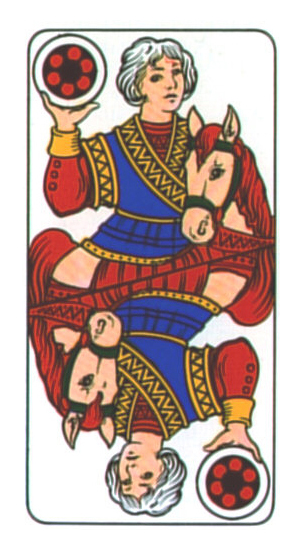
jeździec monet
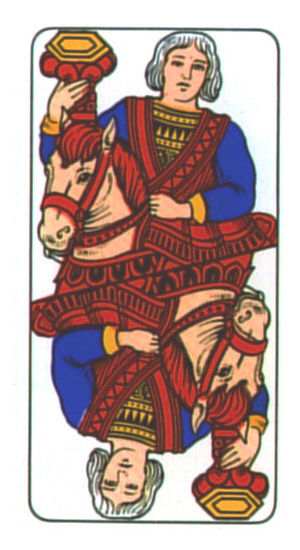
jeździec kielichów
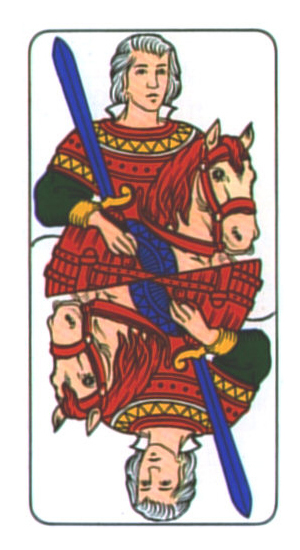
jeździec mieczy

- z talii Trappola

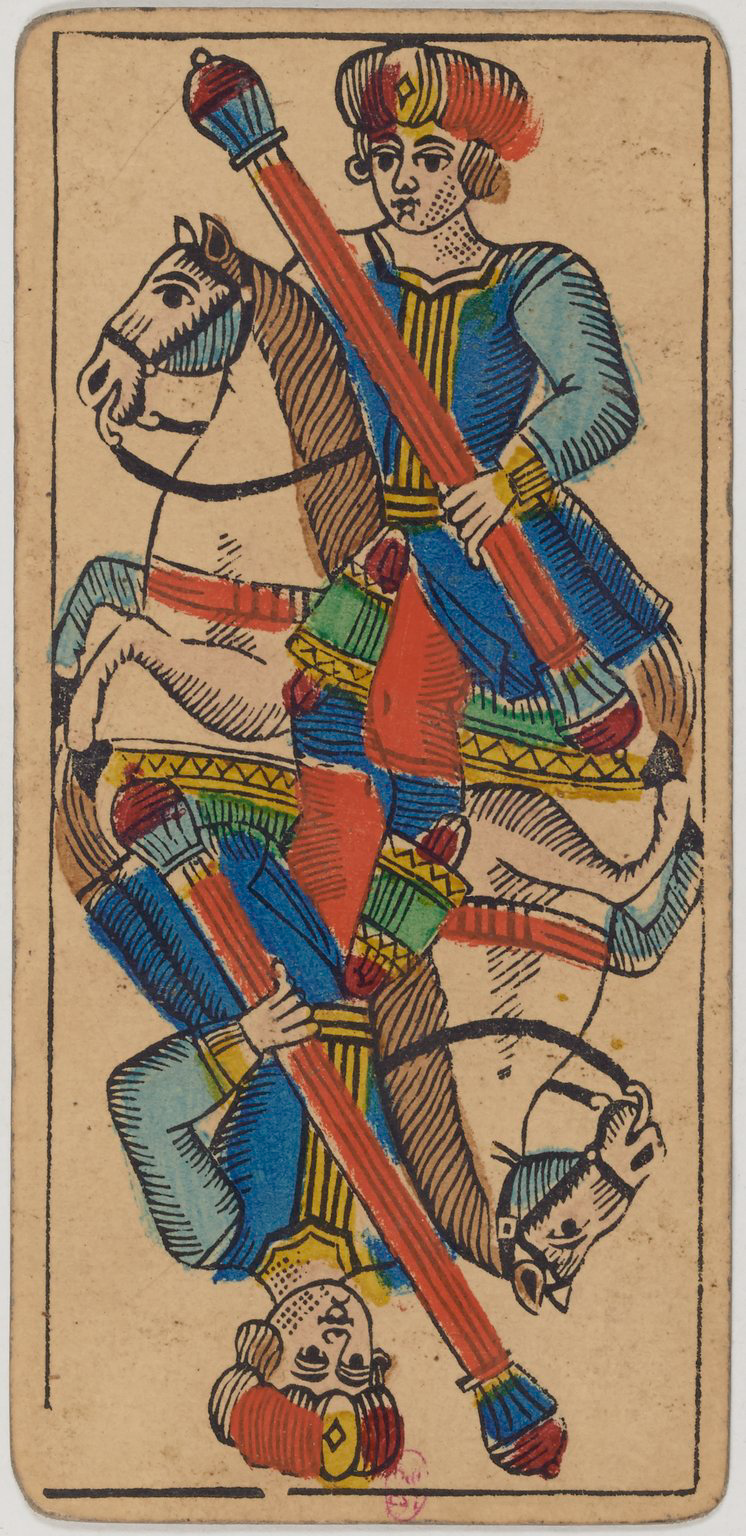
jeździec maczug
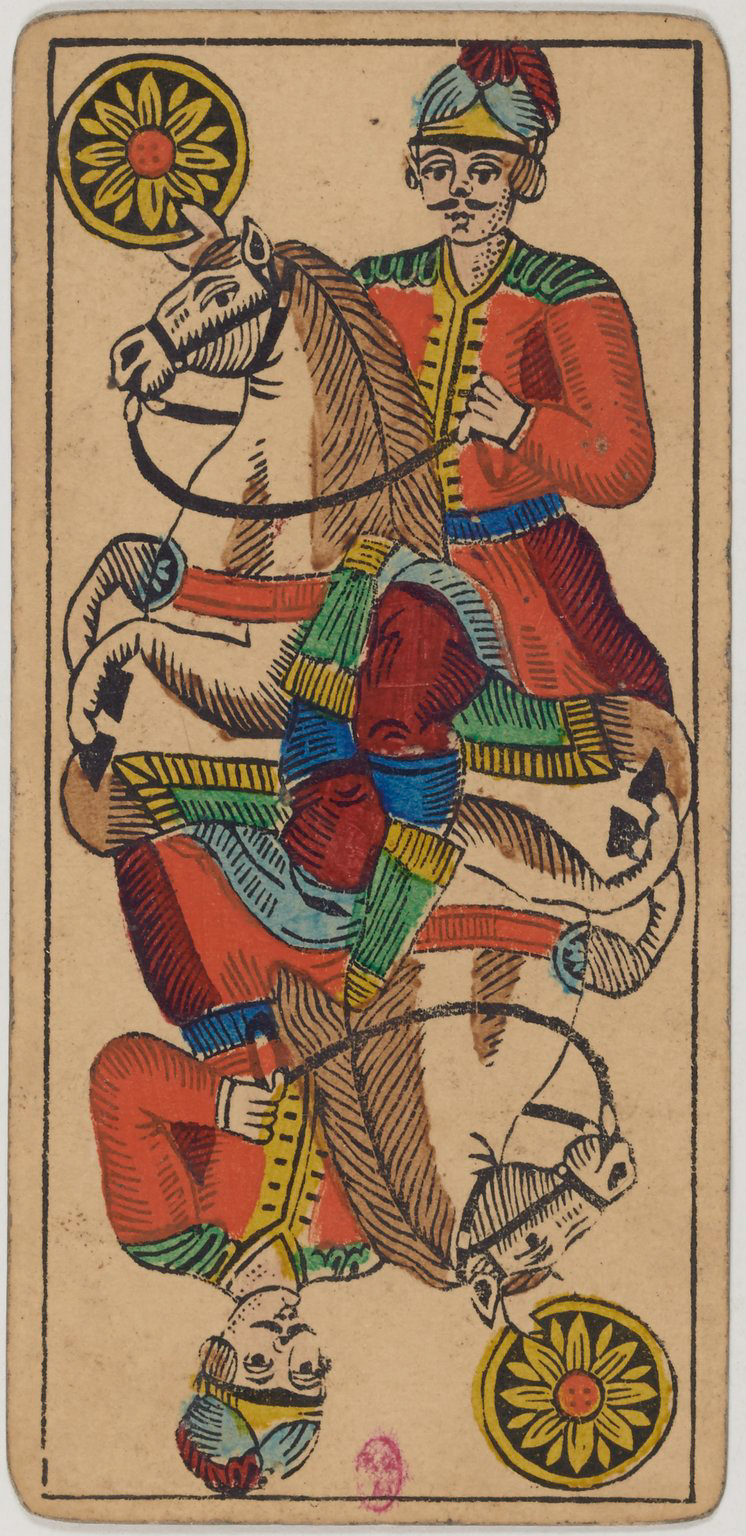
jeździec kwiatów
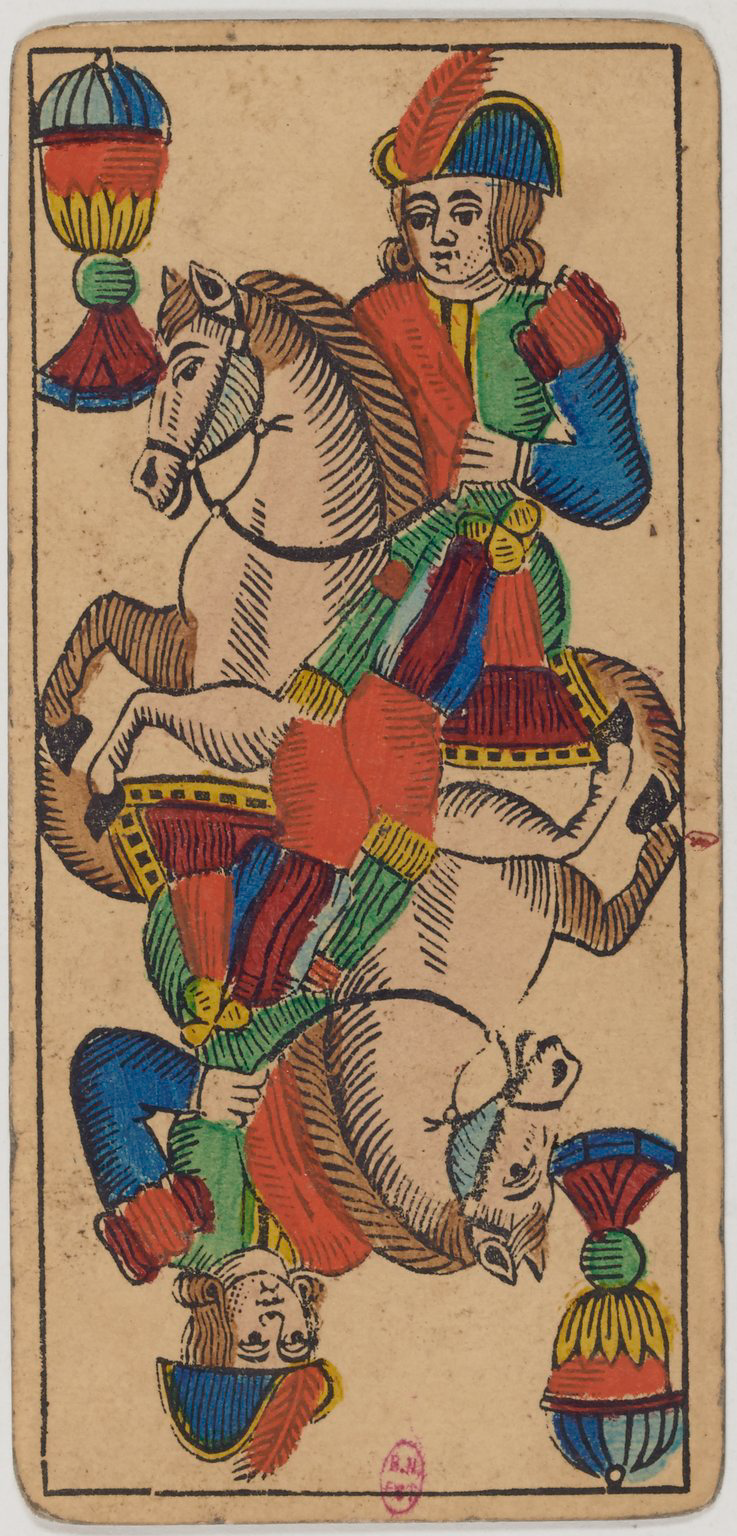
jeździec kielichów
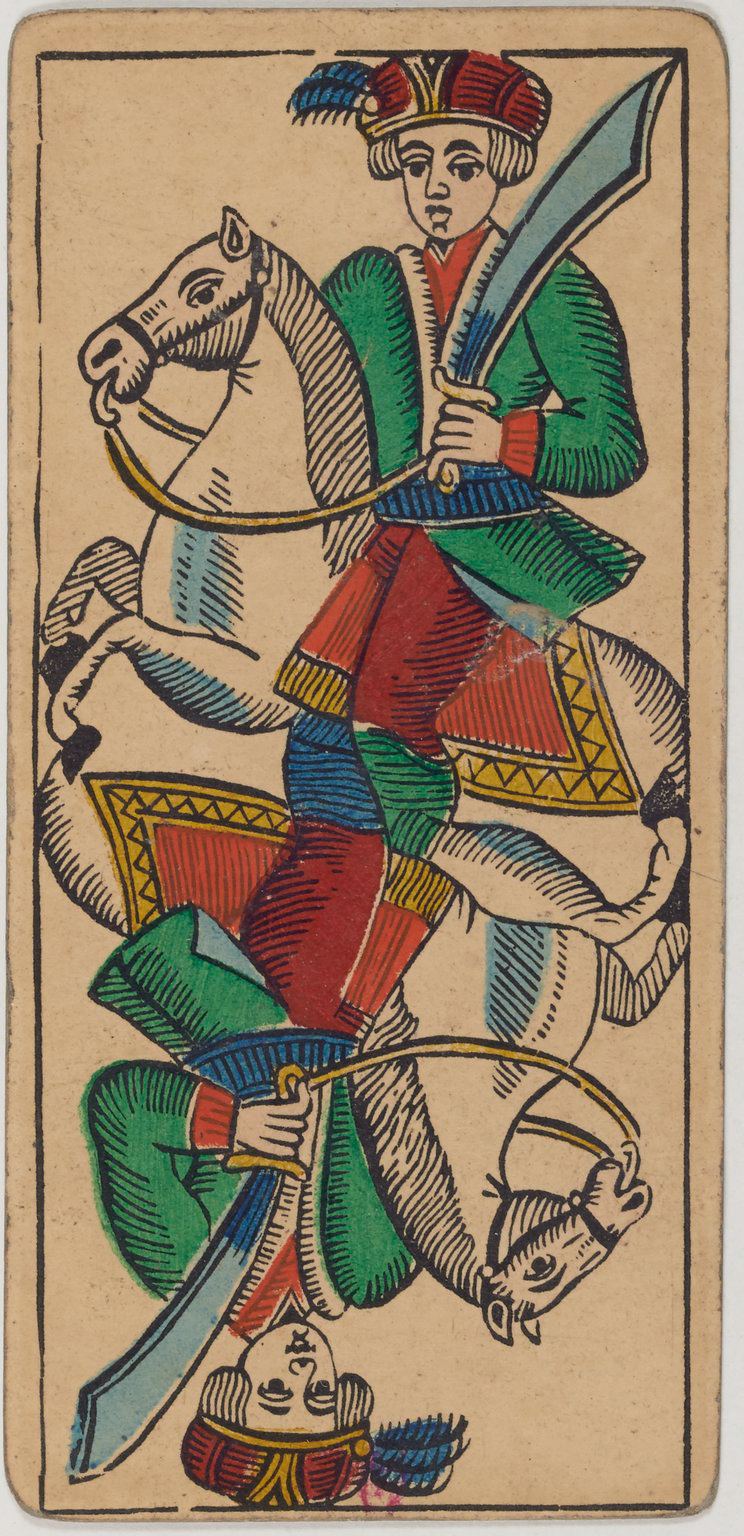
jeździec mieczy

- z tarota marsylskiego:

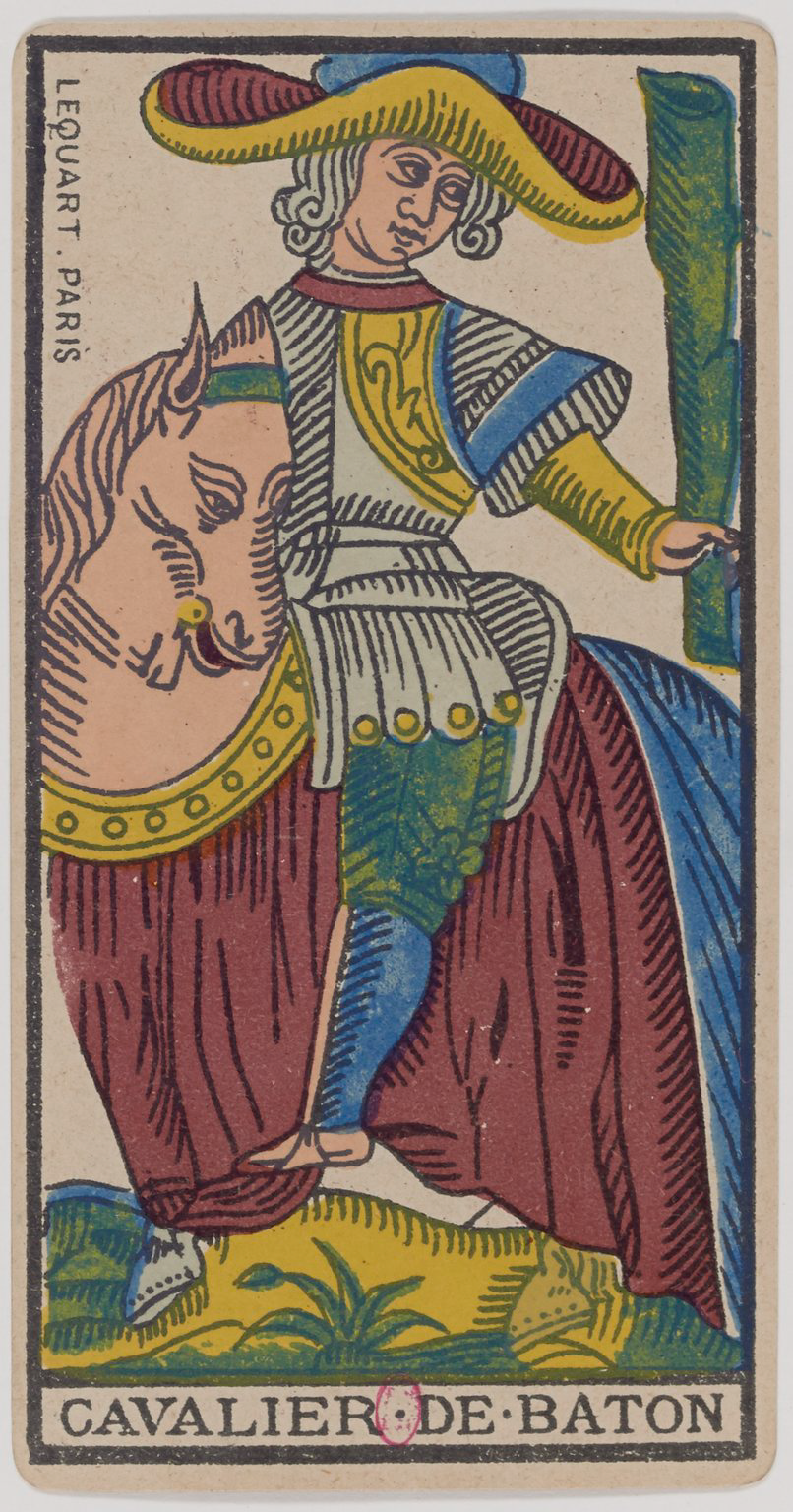
jeździec maczug
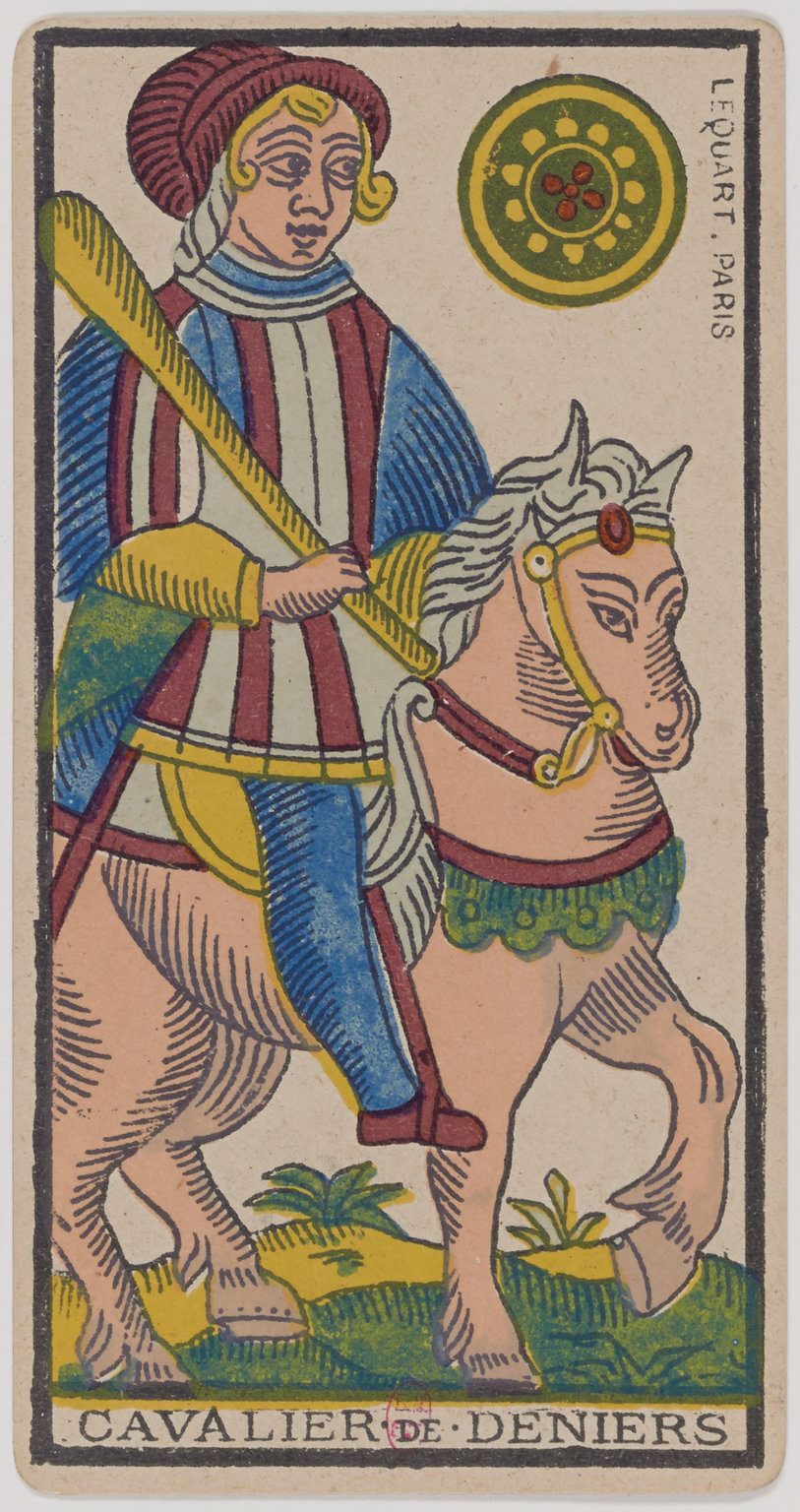
jeździec monet
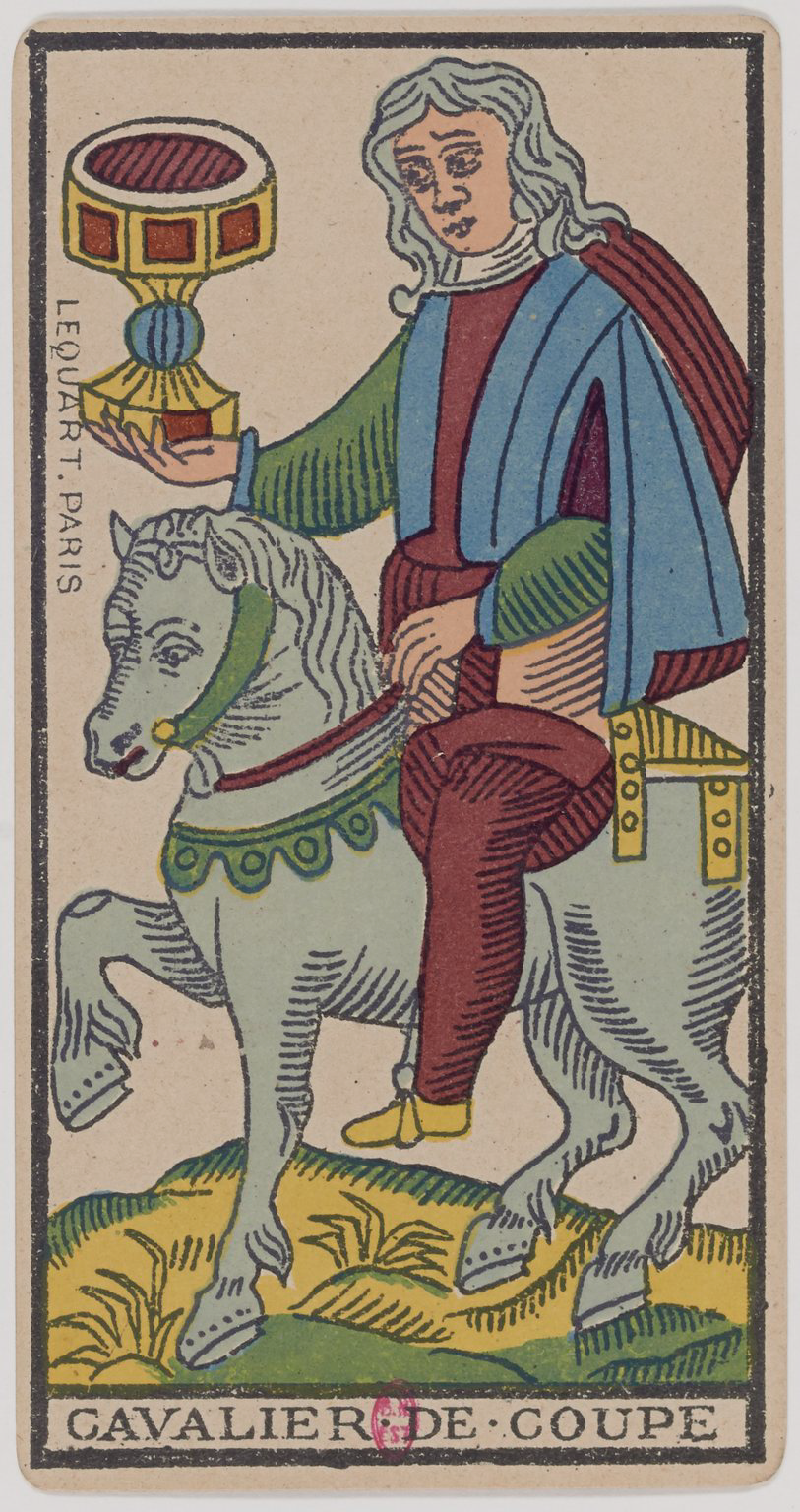
jeździec kielichów
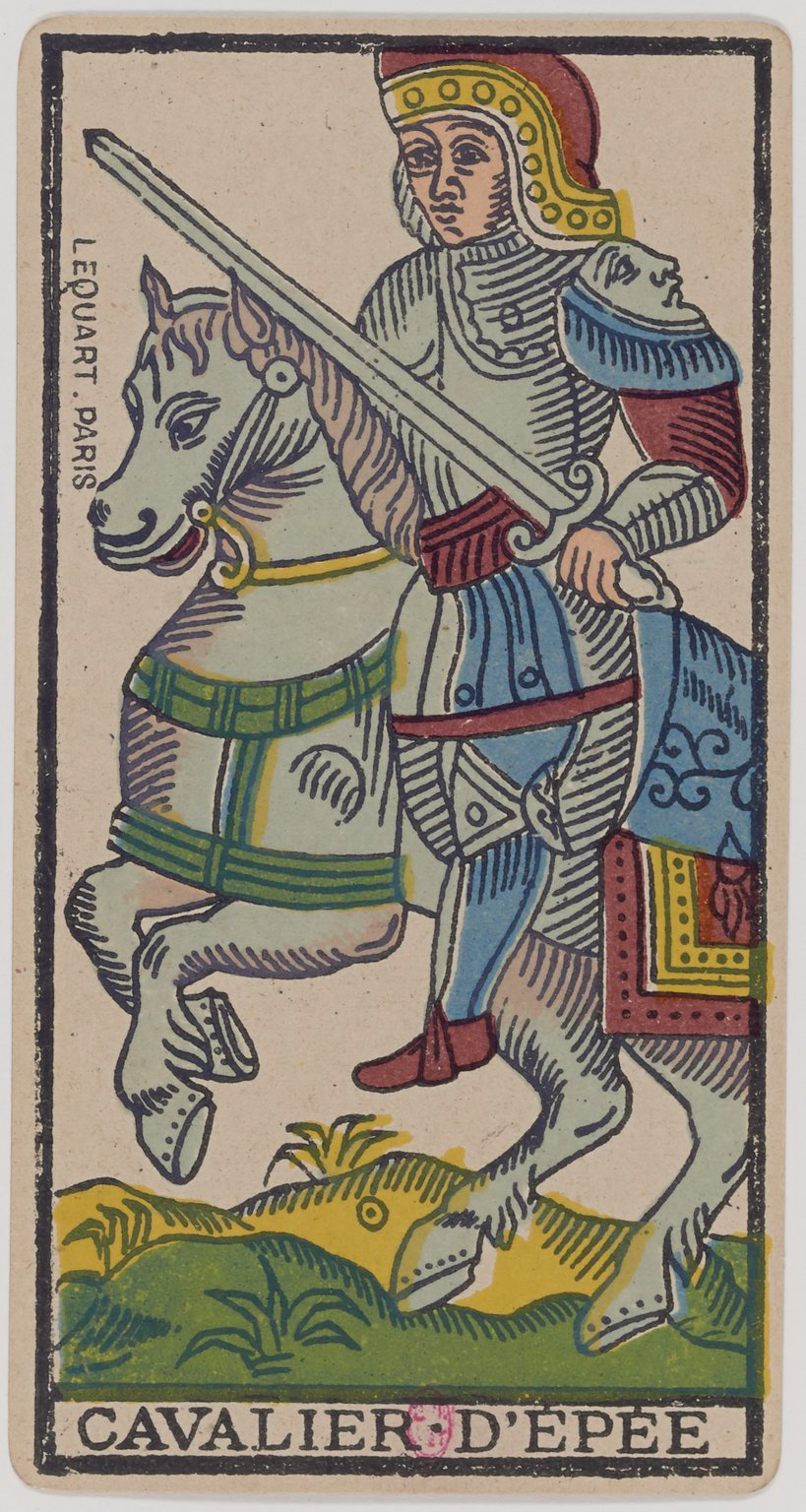
jeździec mieczy

- z tarota Minchiate

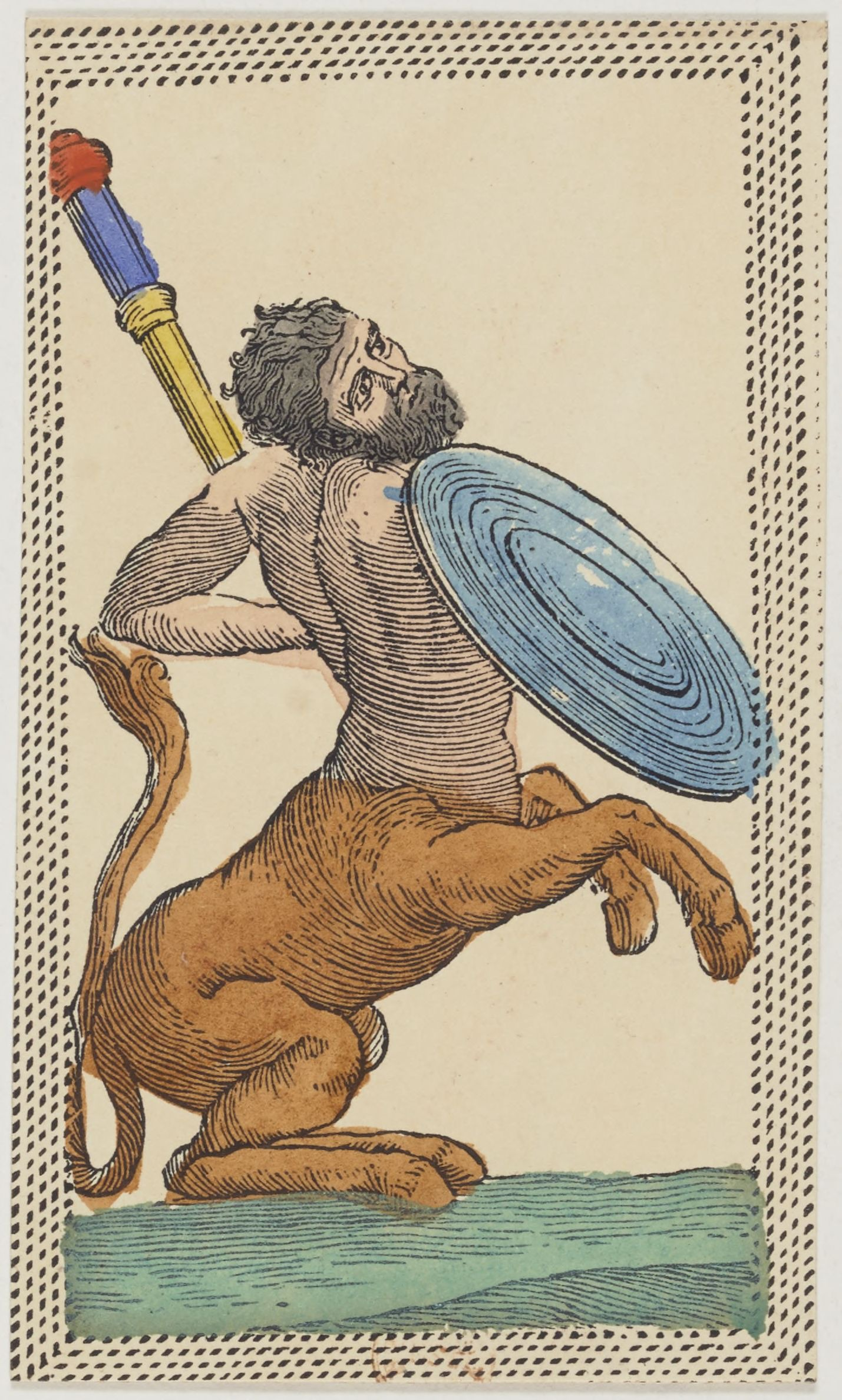
jeździec maczug
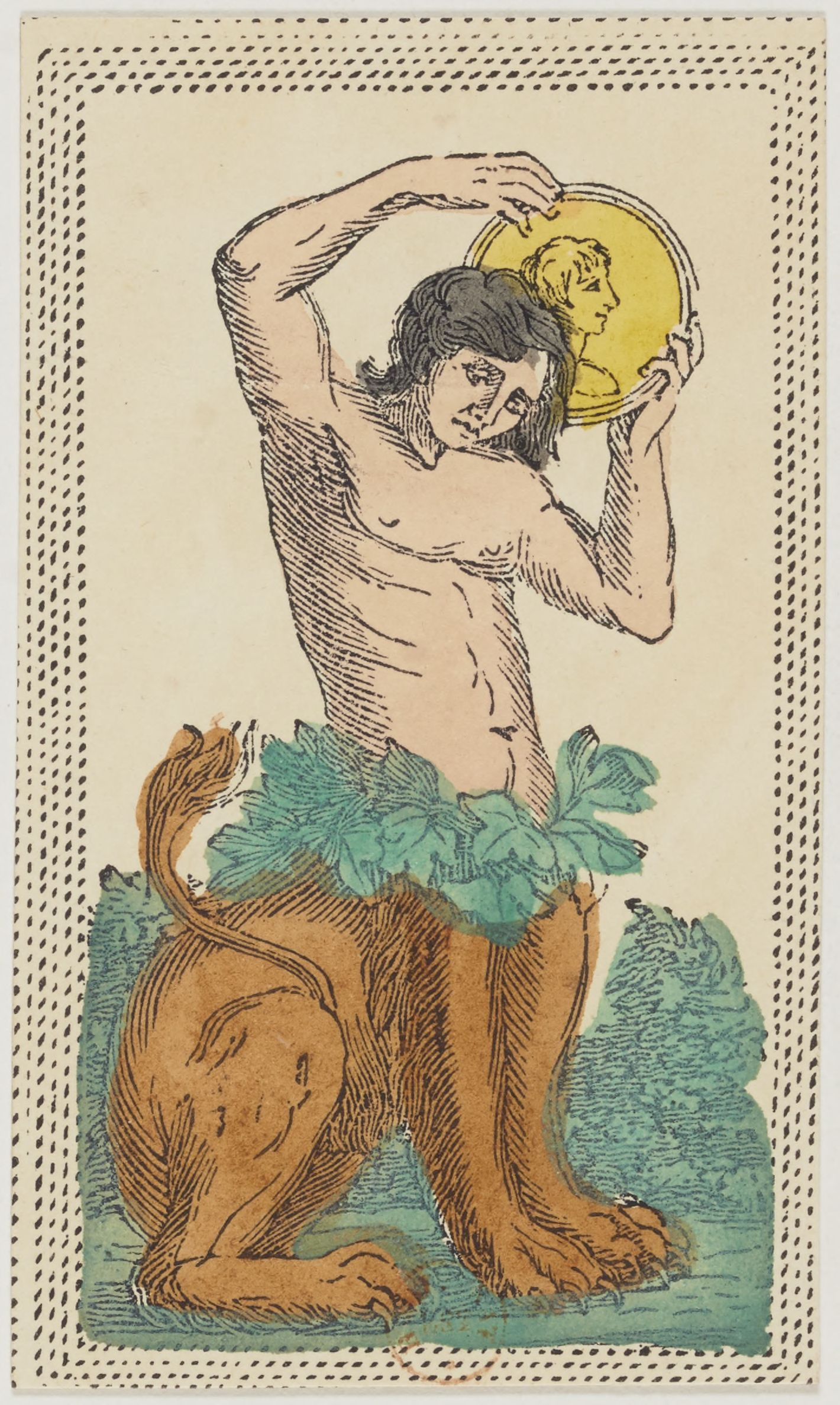
jeździec monet
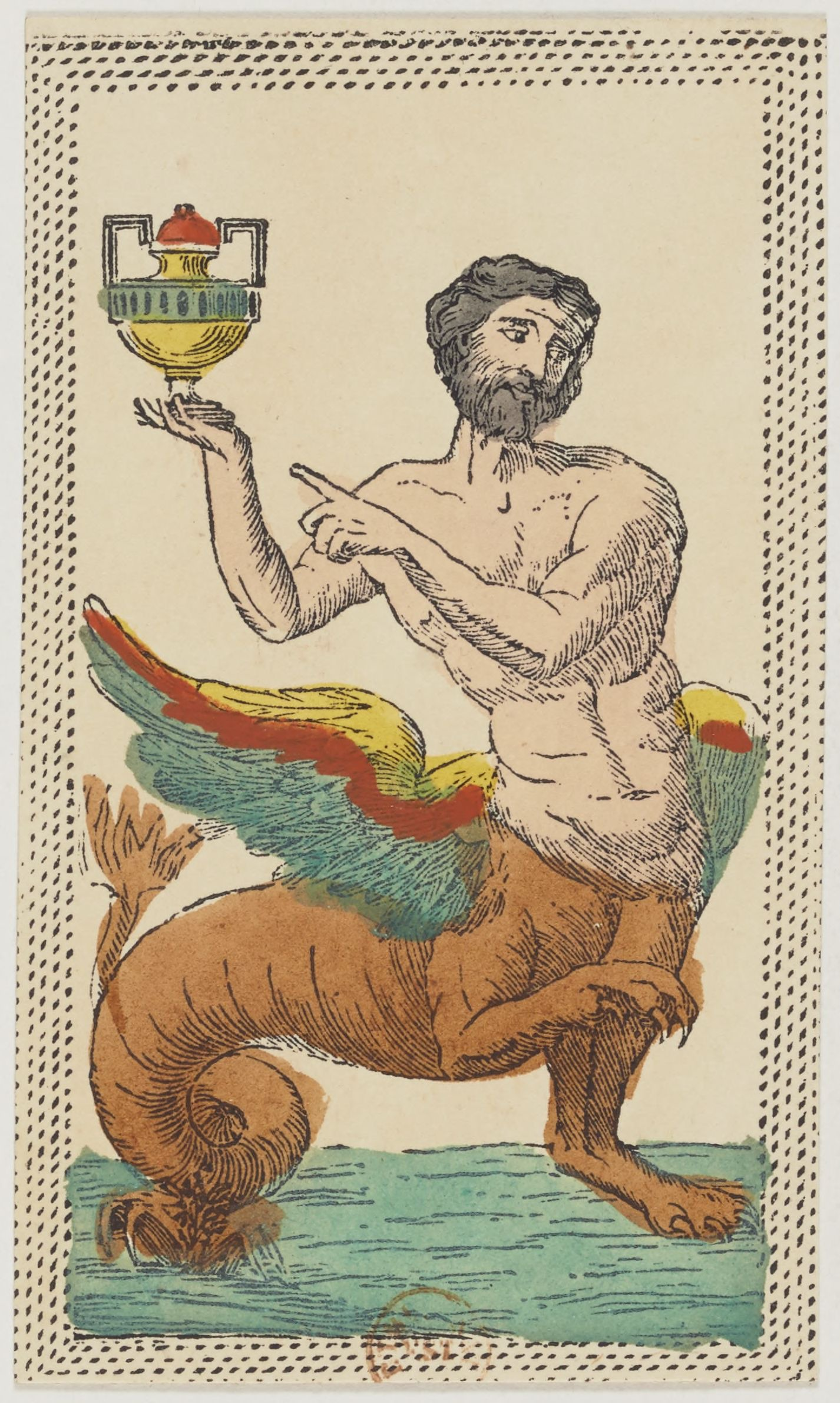
jeździec kielichów
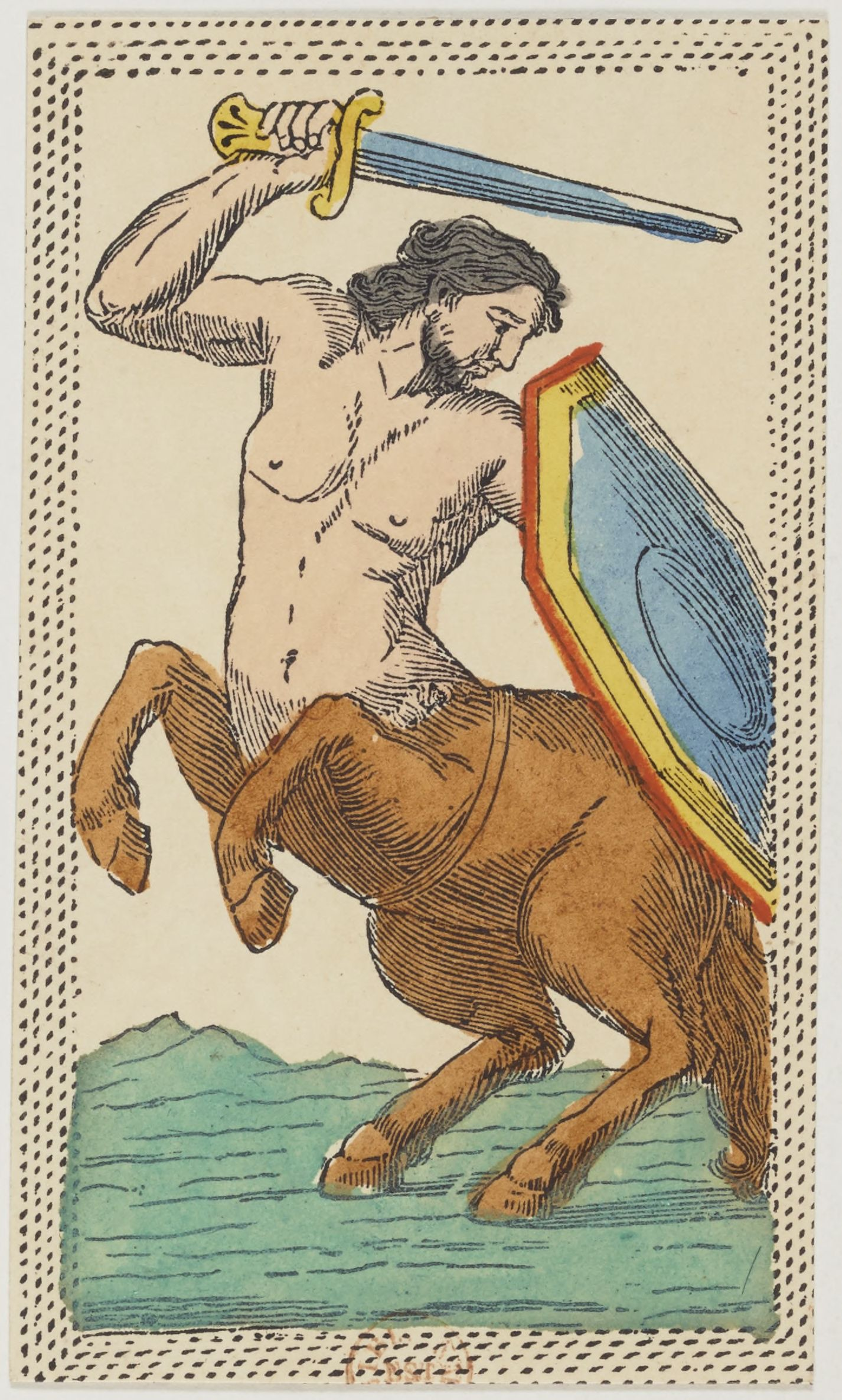
jeździec mieczy

- ze wzoru neapolitańskiego

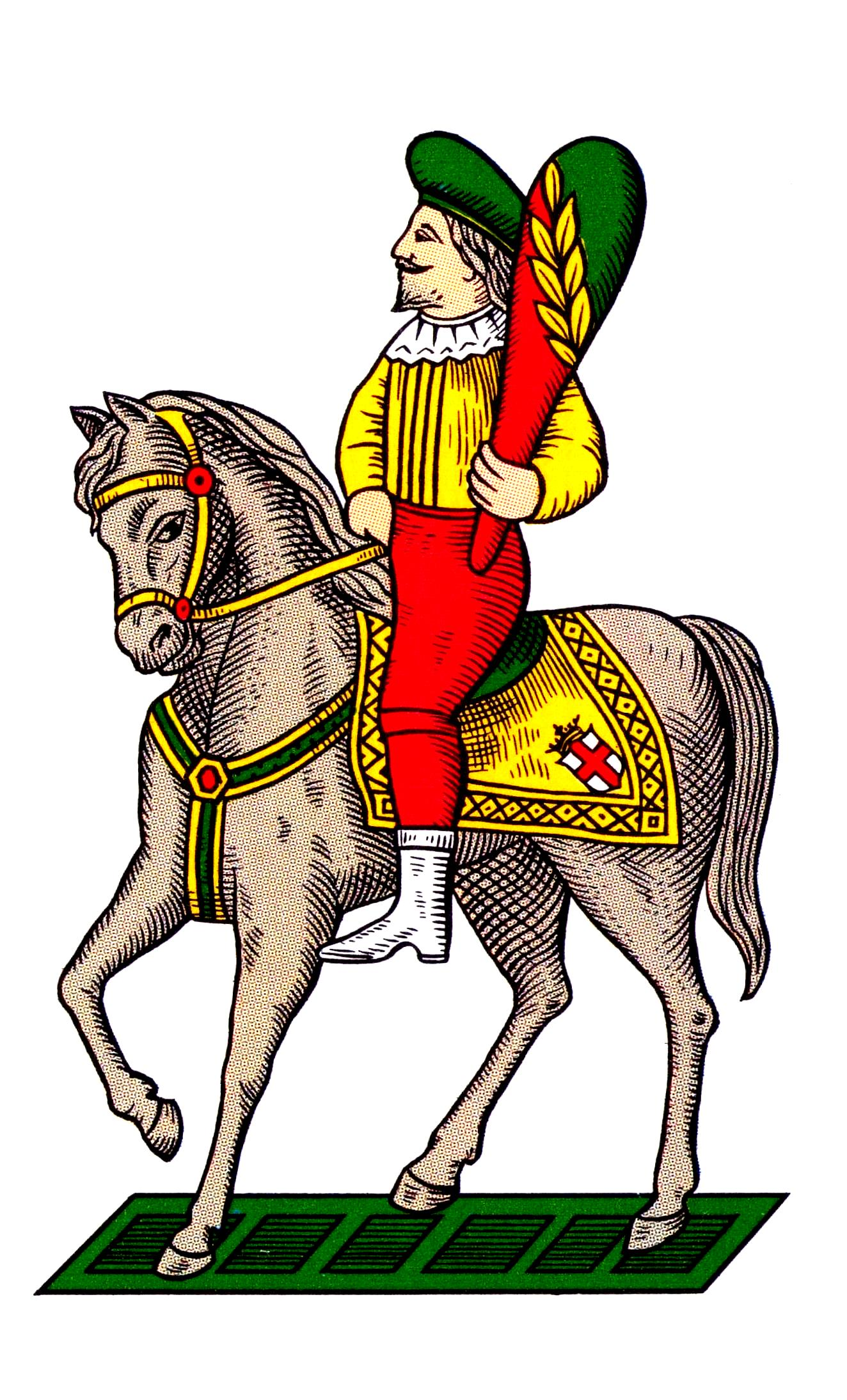
jeździec maczug
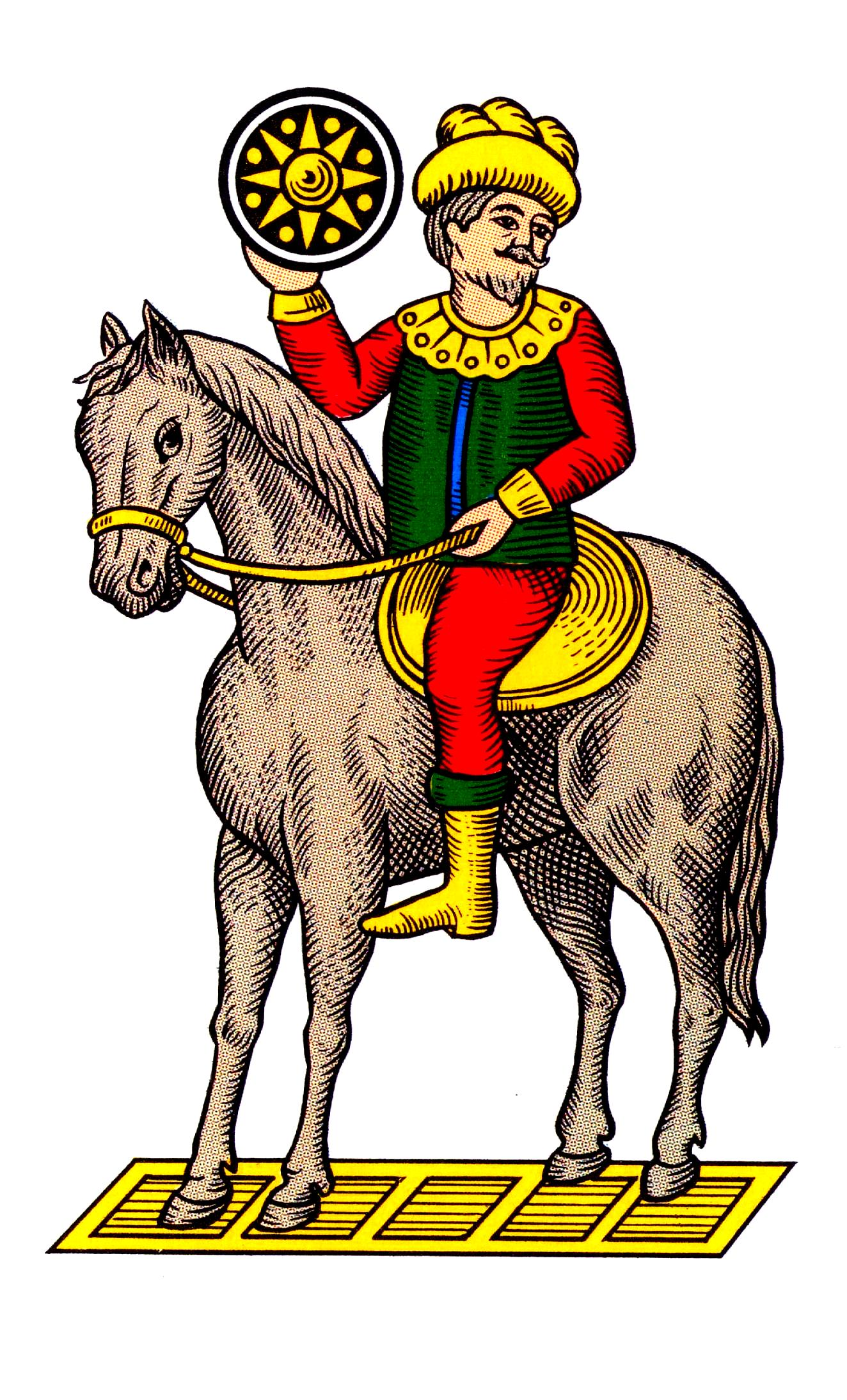
jeździec monet
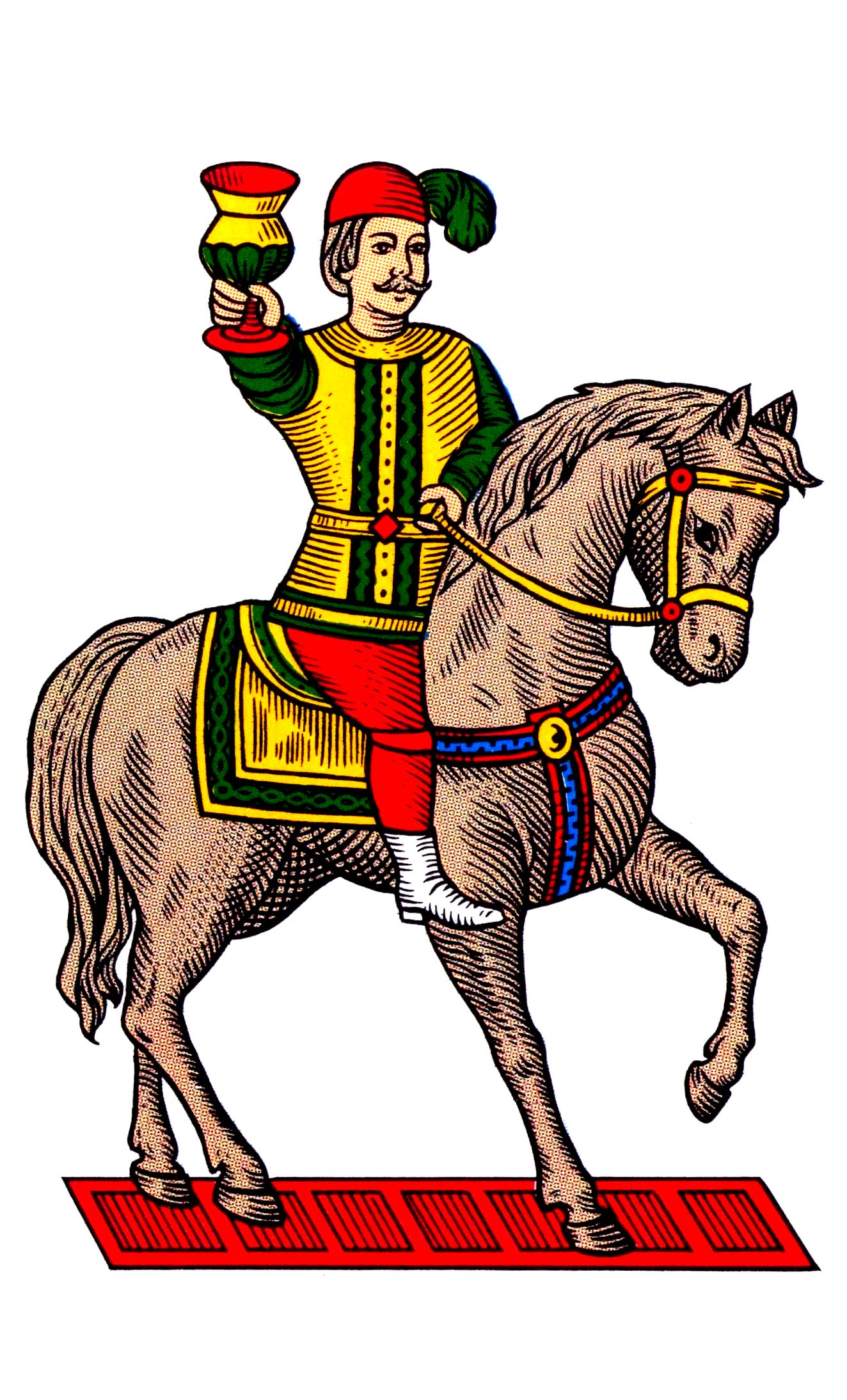
jeździec kielichów
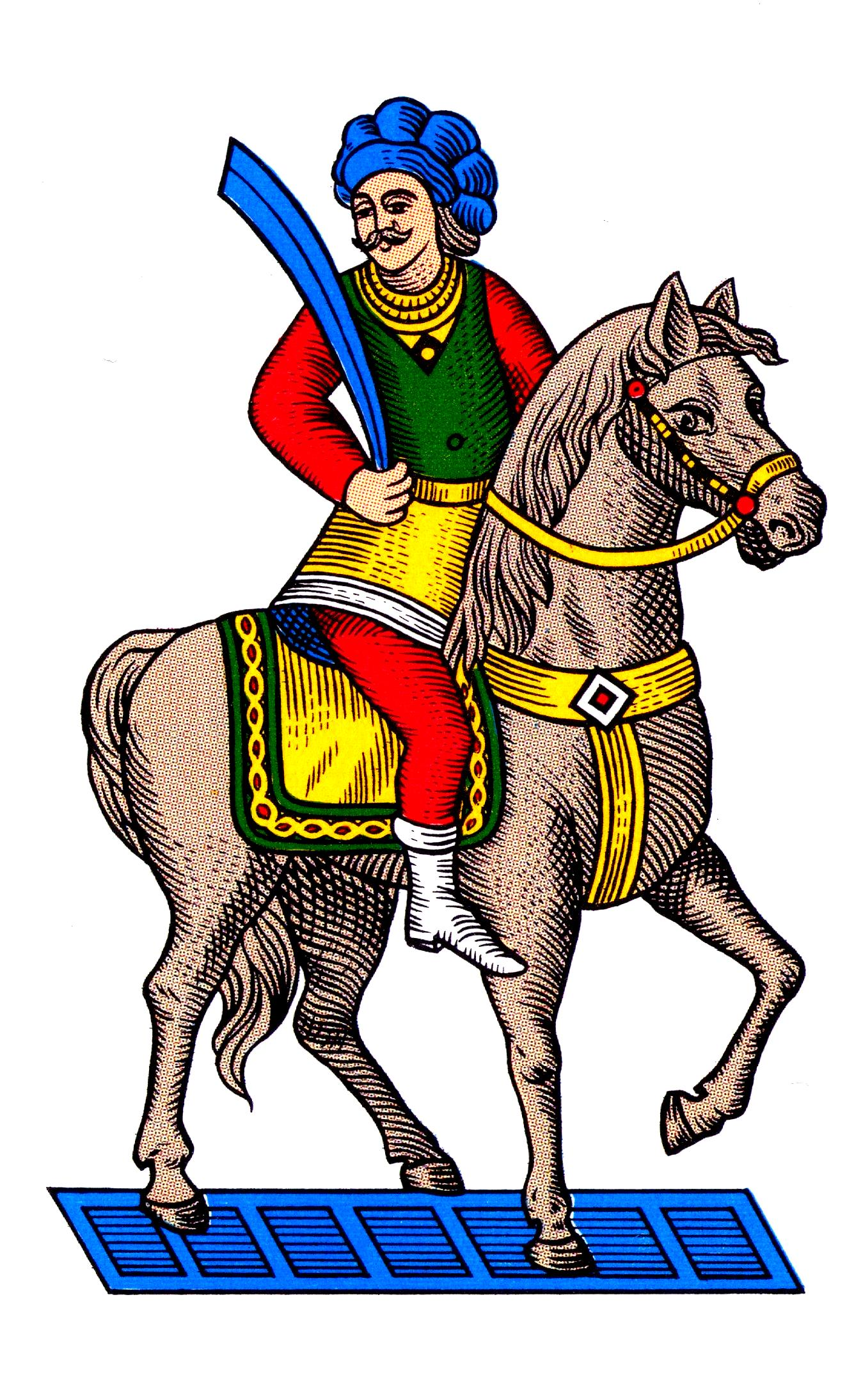
jeździec mieczy

- ze wzoru sycylijskiego

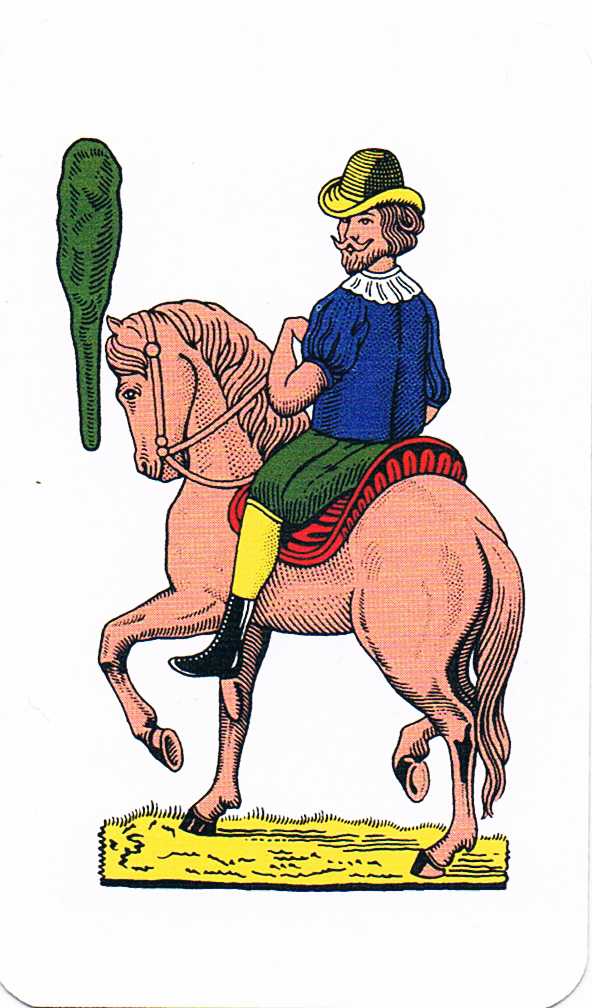
jeździec maczug
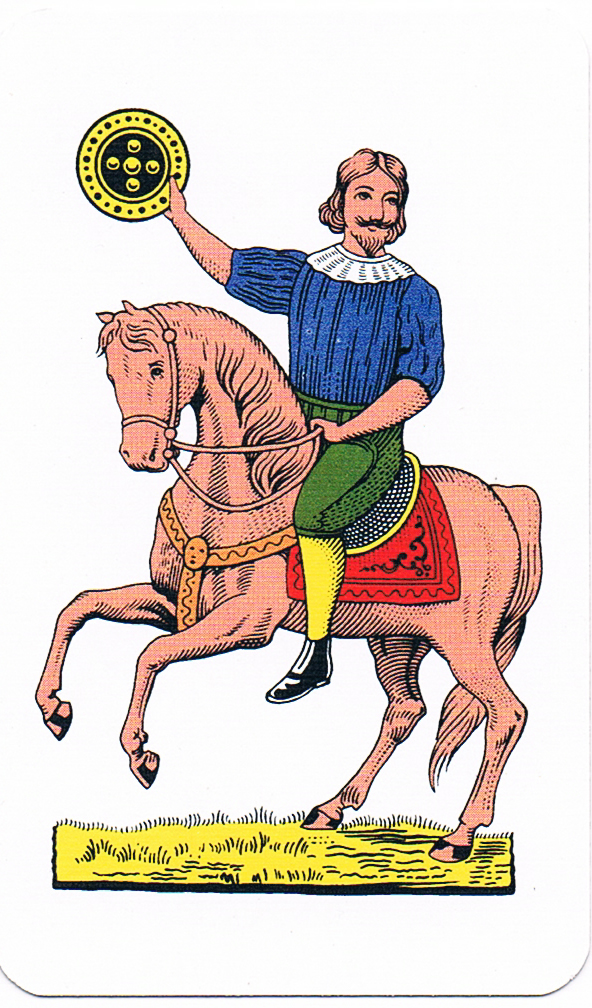
jeździec monet
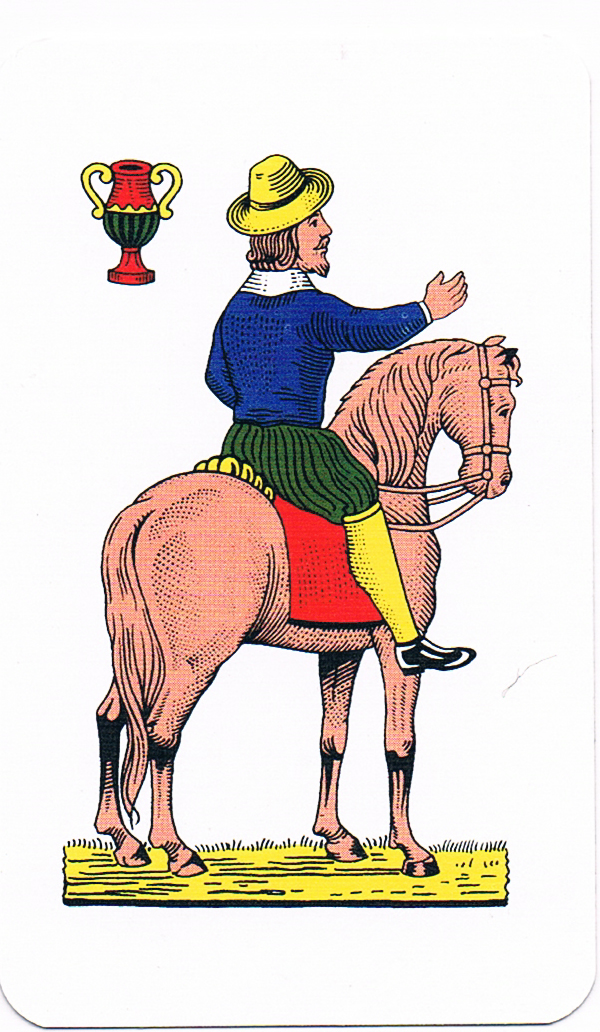
jeździec kielichów
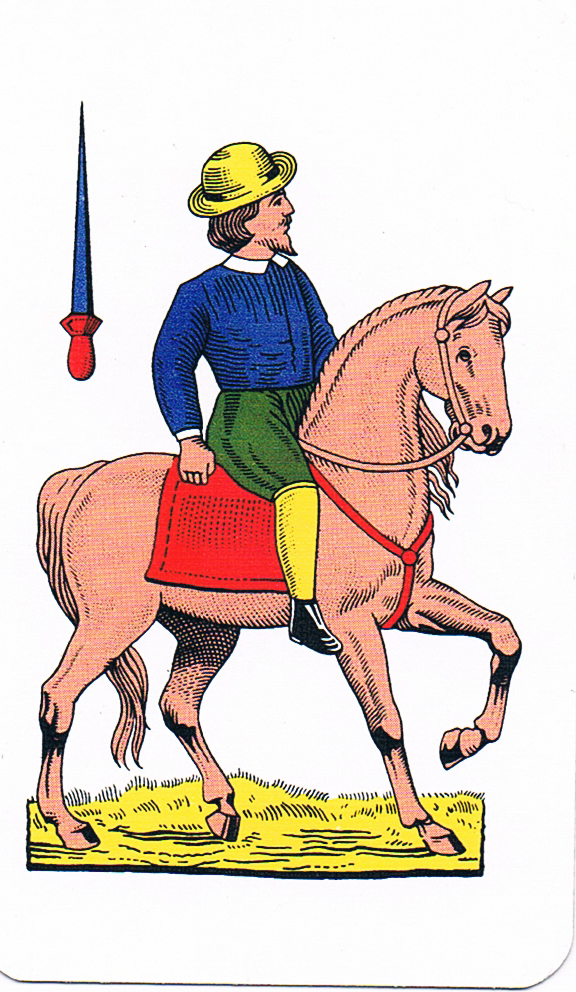
jeździec mieczy

- ze wzoru katalońskiego

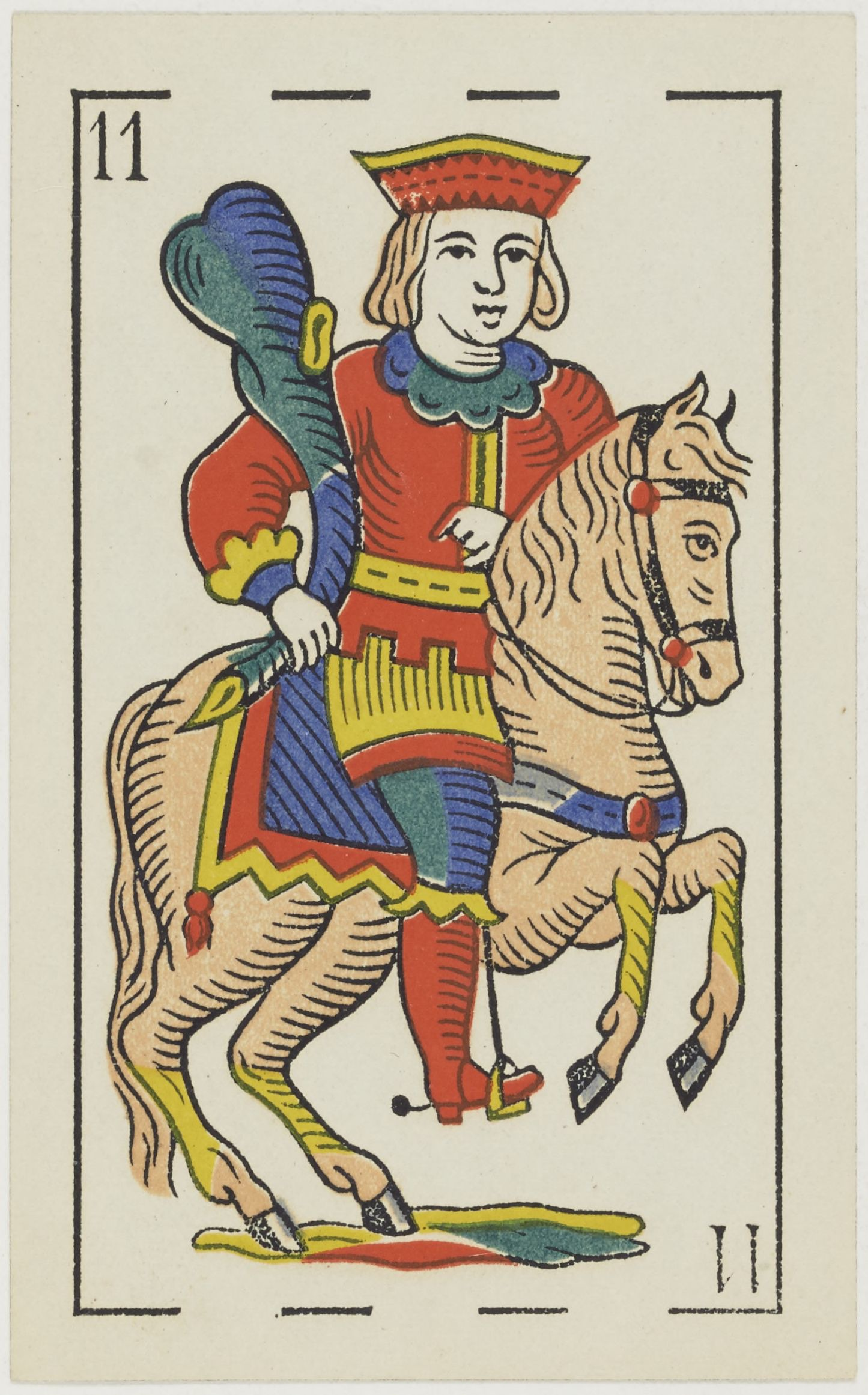
jeździec maczug
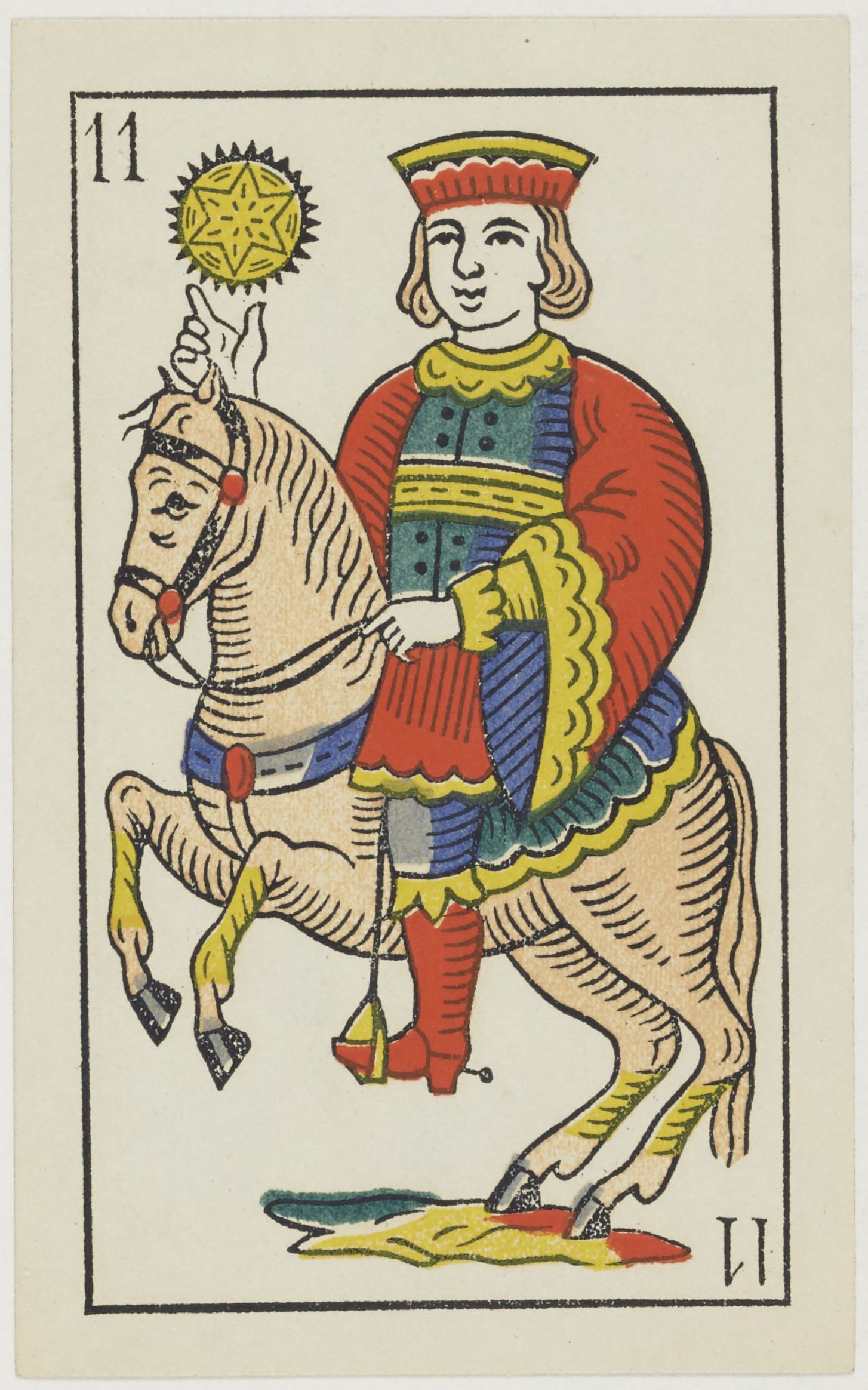
jeździec monet
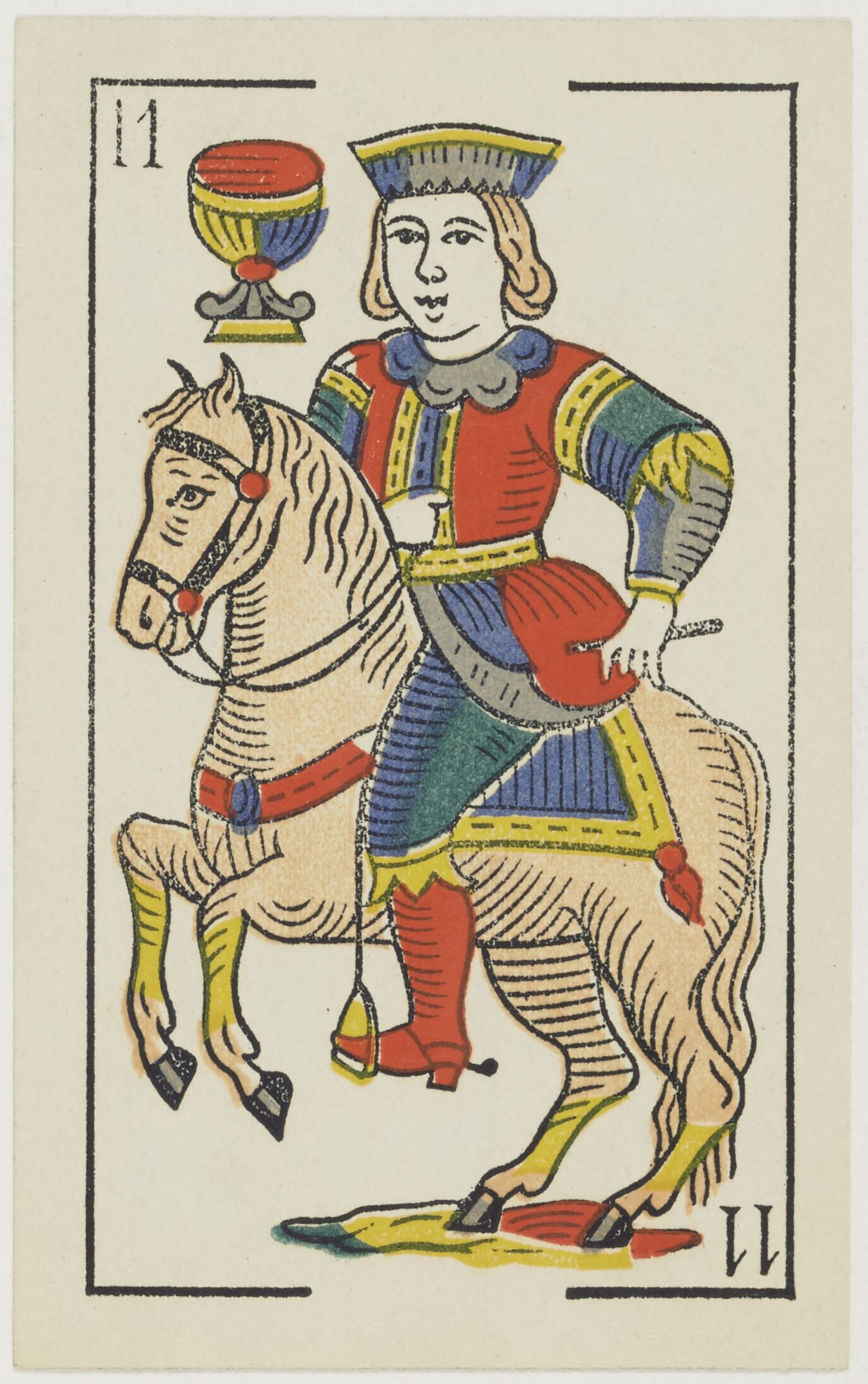
jeździec kielichów
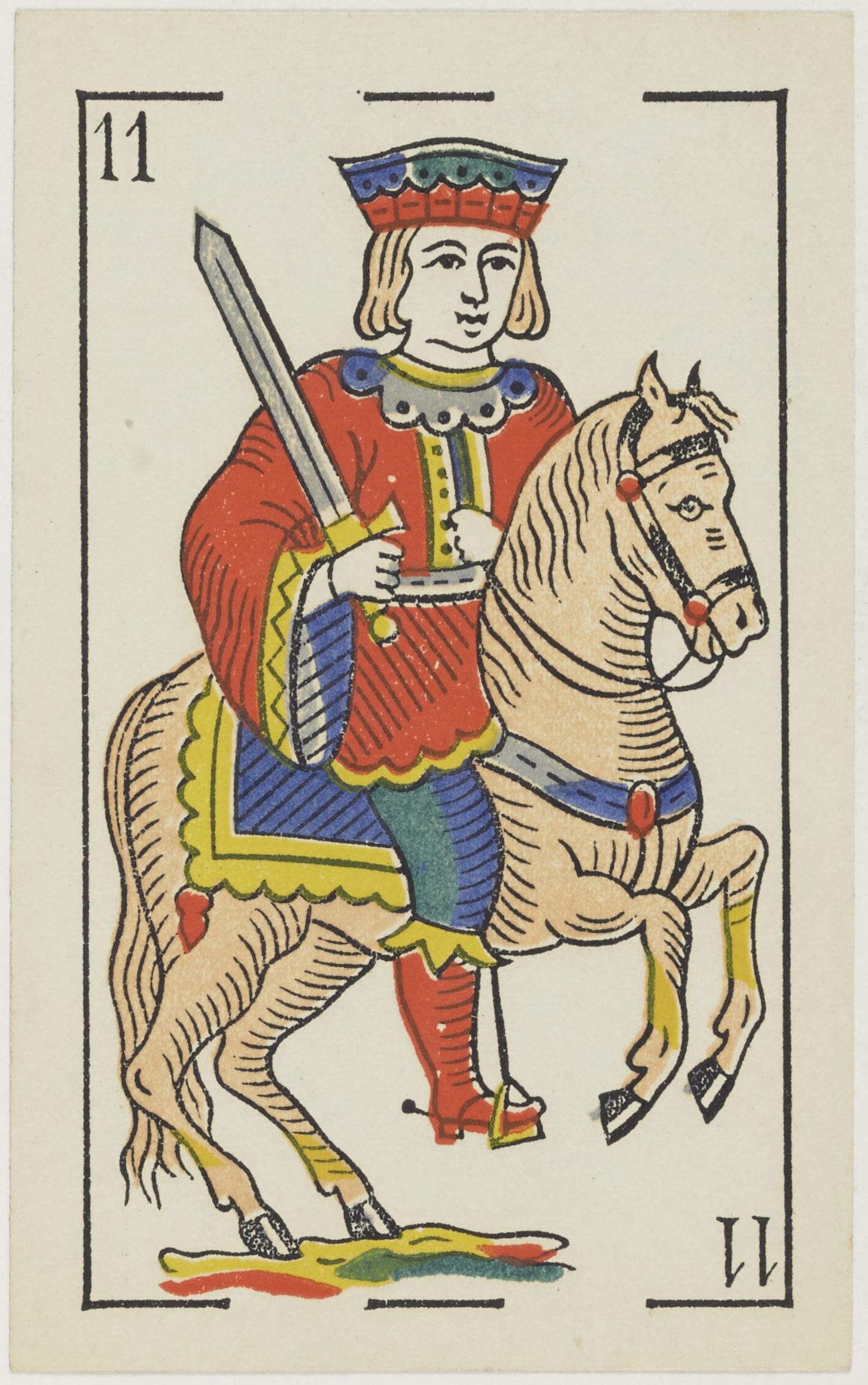
jeździec mieczy

- z talii Aluette

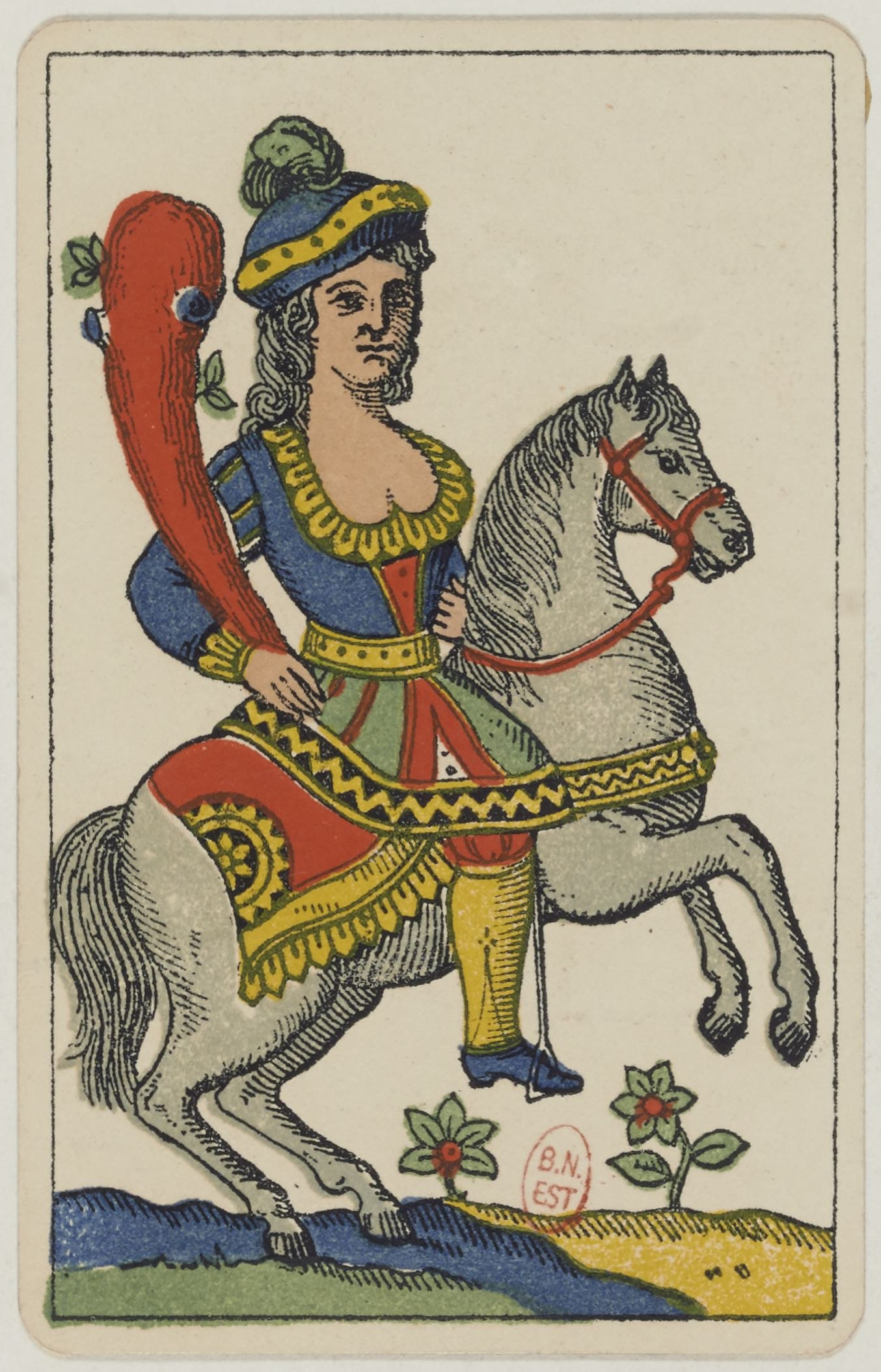
jeździec maczug
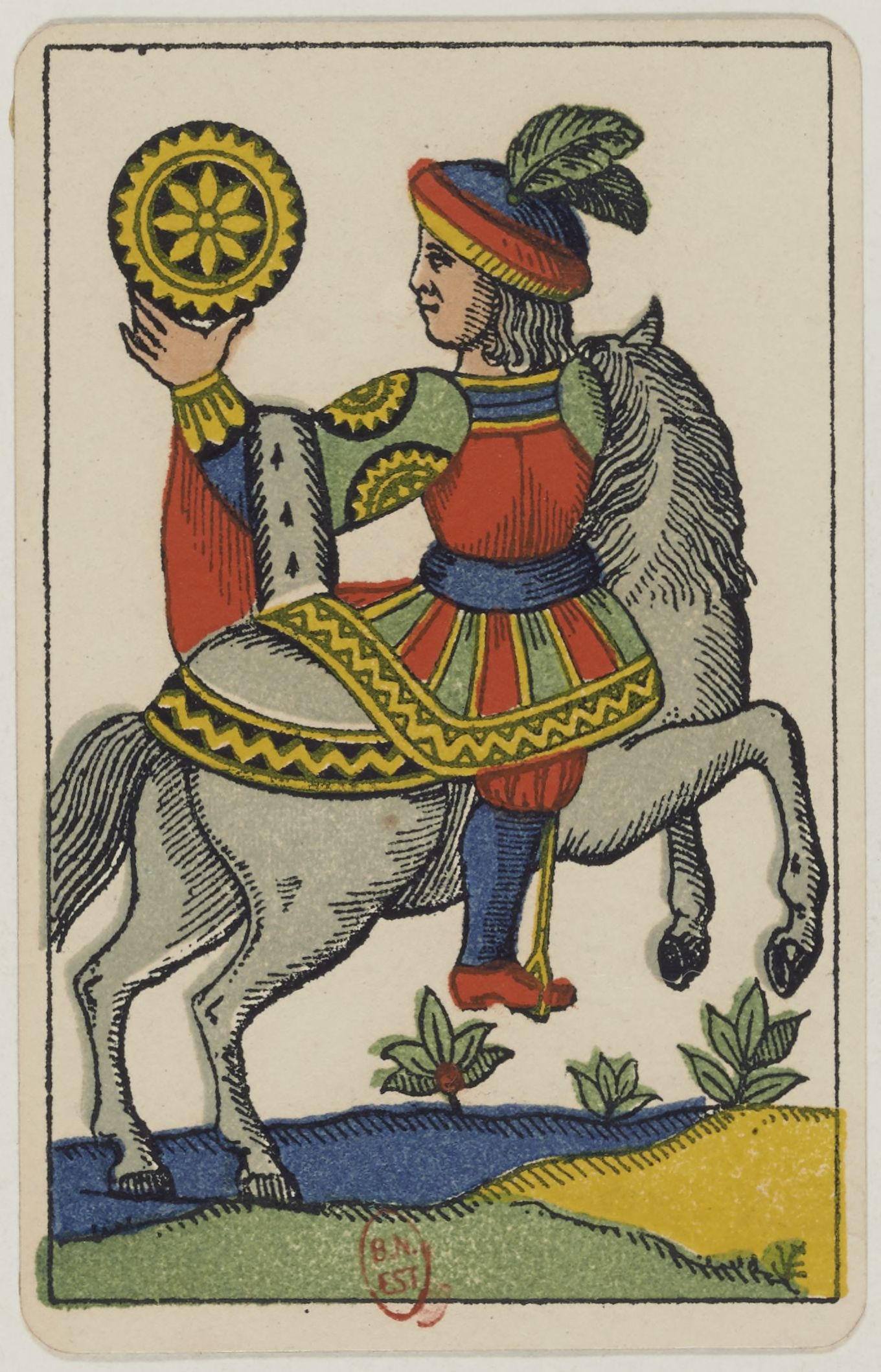
jeździec monet
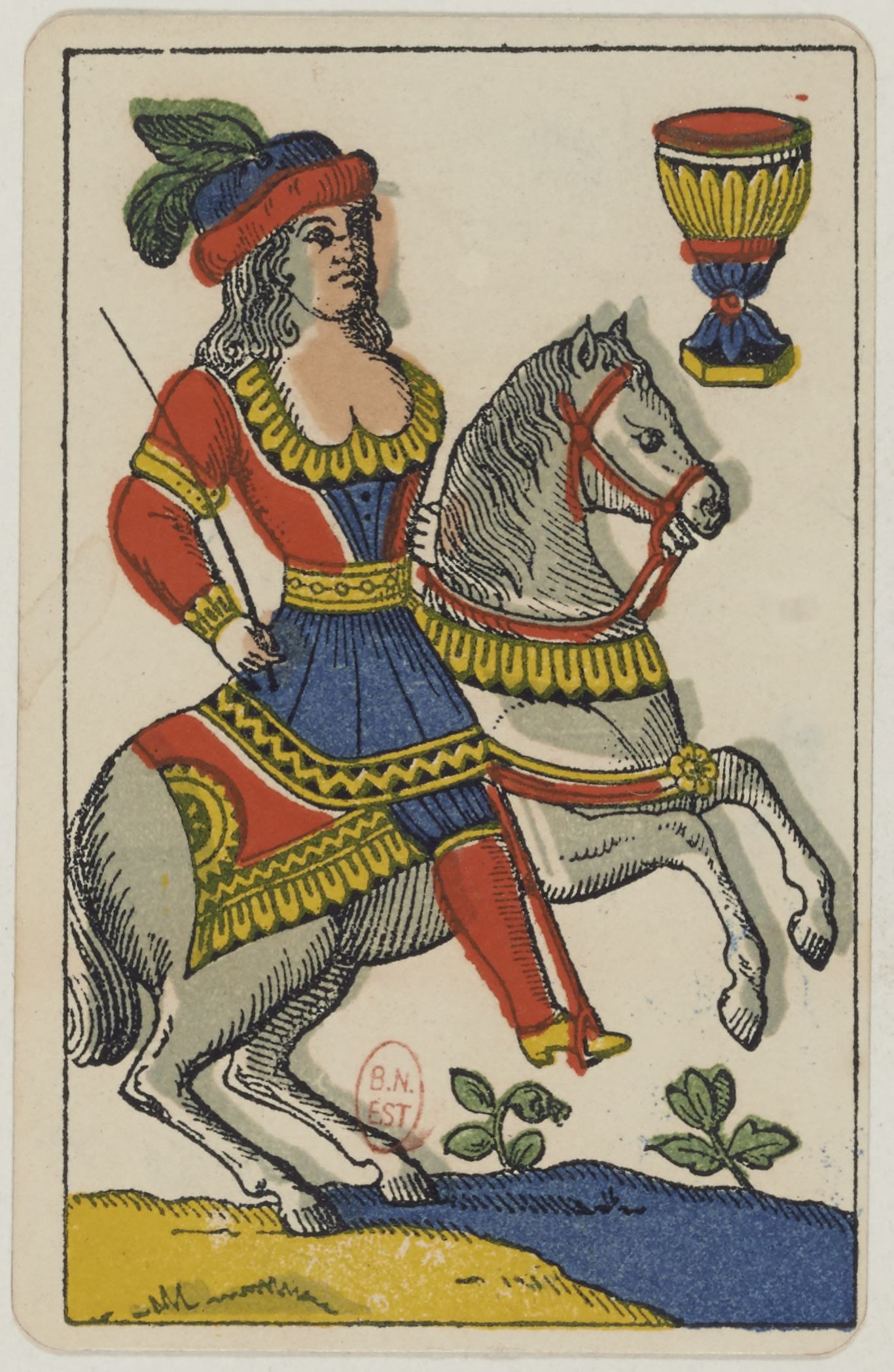
jeździec kielichów
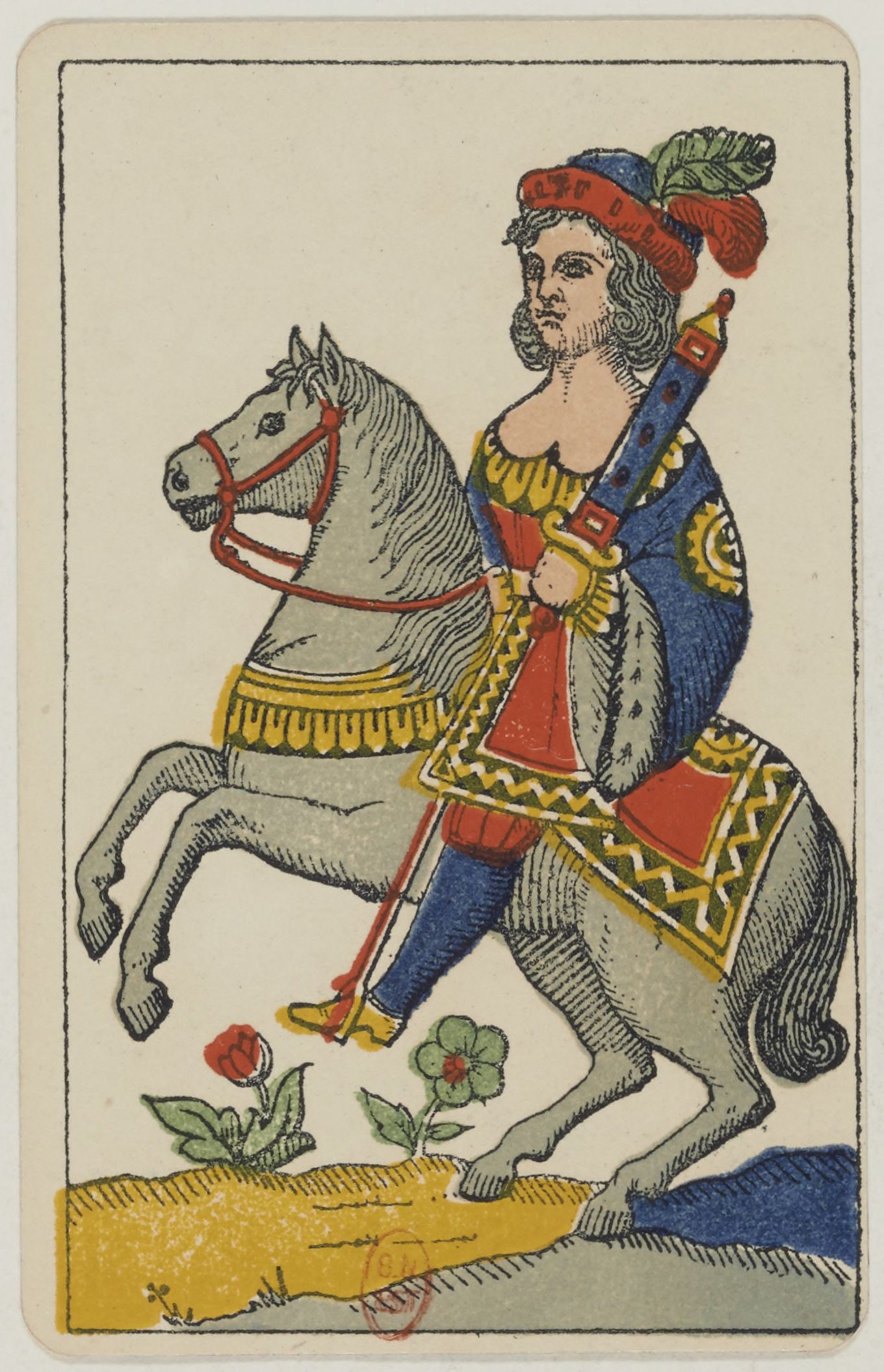
jeździec mieczy

- ze wzoru rzymskiego

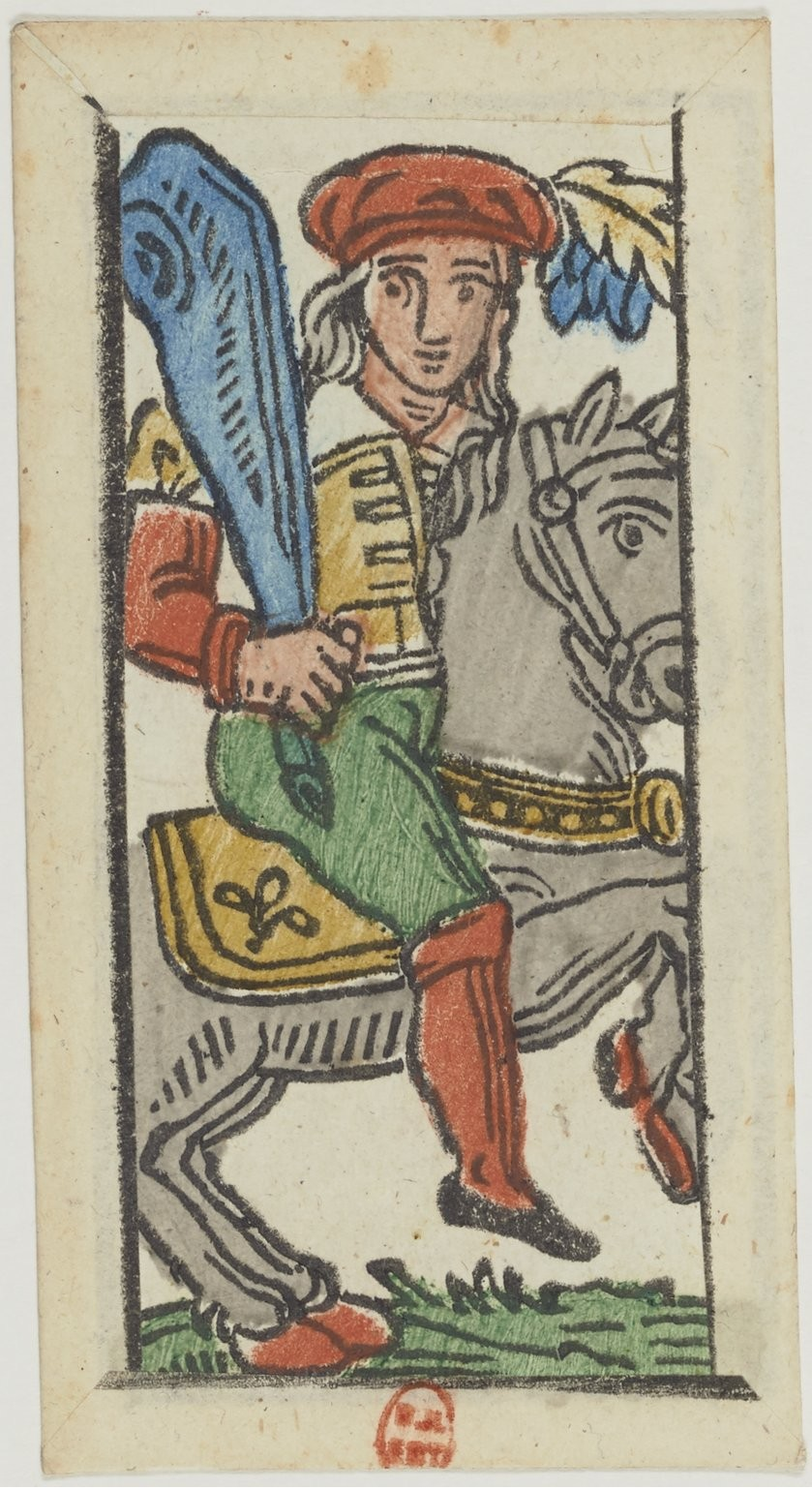
jeździec maczug
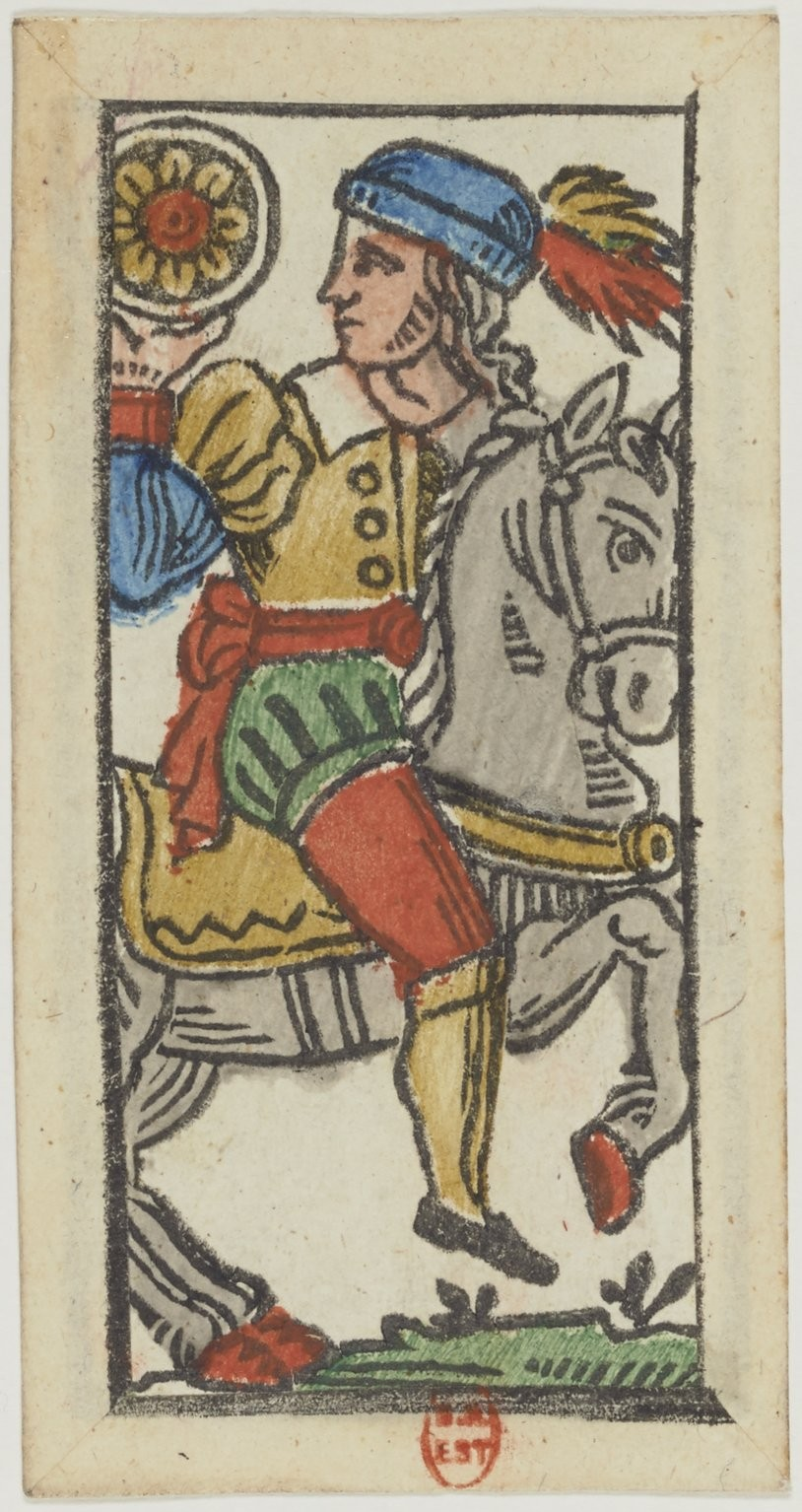
jeździec monet
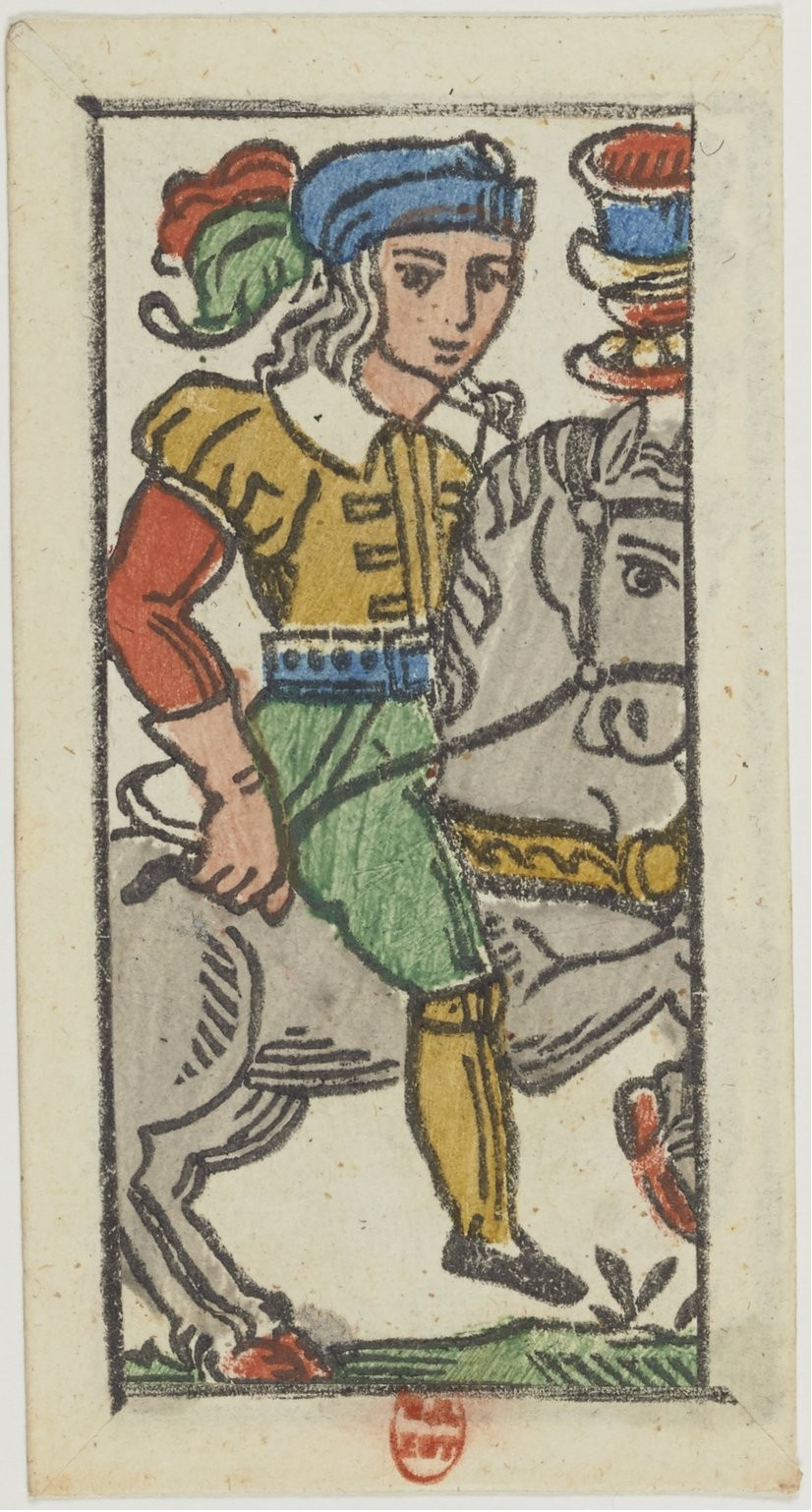
jeździec kielichów
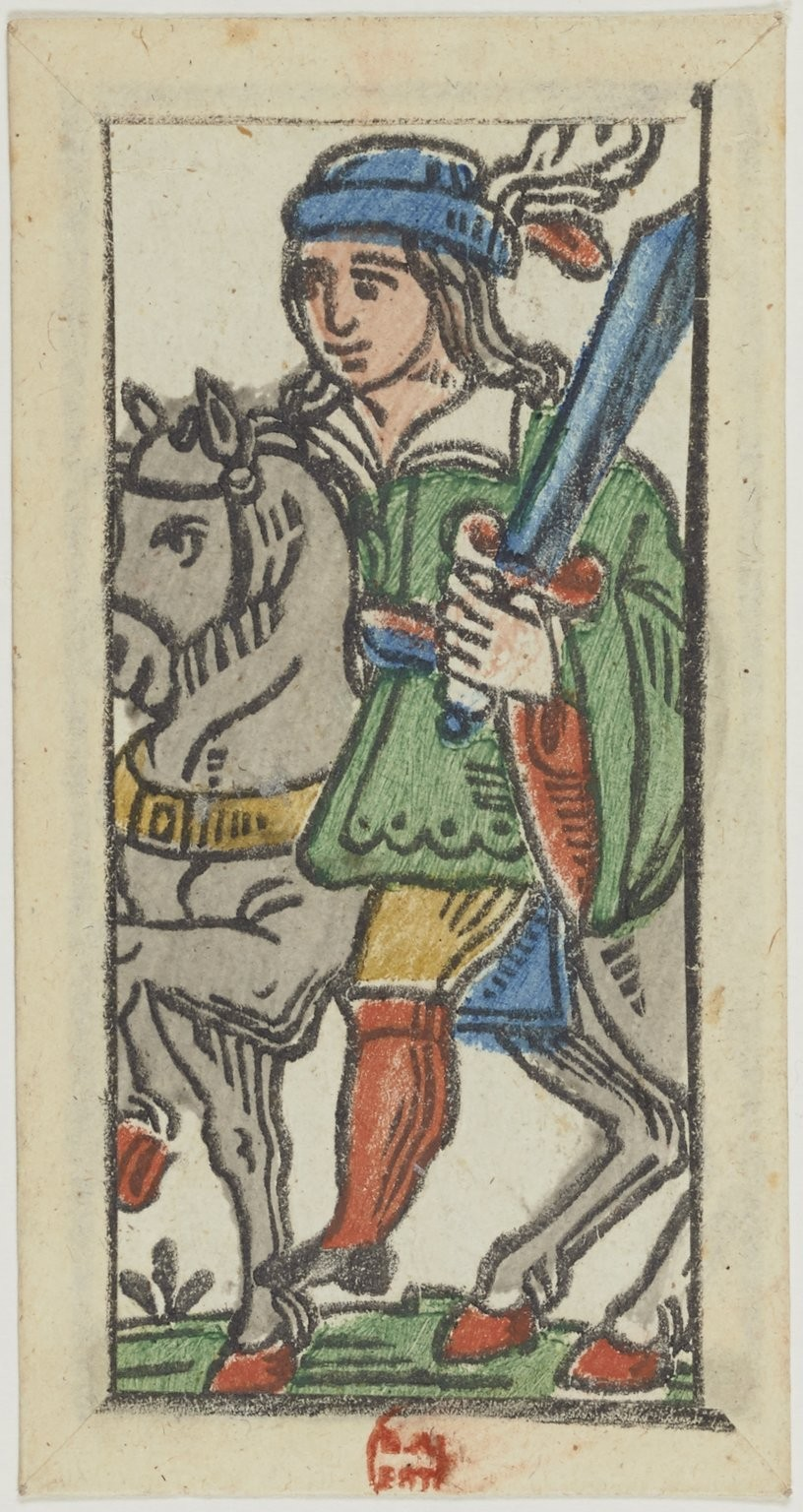
jeździec mieczy